# V&D
Vroom & Dreesmann (V&D) is een voormalige Nederlandse keten van warenhuizen. Het was het grootste warenhuisconcern van Nederland, opgericht in 1887 door de zwagers Willem Vroom en Anton Dreesmann. Het eerste filiaal bevond zich aan de Weesperstraat in Amsterdam. Op zijn hoogtepunt had de keten ruim zeventig vestigingen door het hele land. De warenhuizen verkochten onder meer kleding, schoenen, juwelen, horloges, brillen, cosmetica, speelgoed, boeken, platen, kantoorbenodigdheden, schoolbenodigdheden (Schoolcampus), delicatessen, witgoed en bruingoed van het huismerk Vendomatic en woon- en tuinbenodigdheden. De grotere vestigingen verkochten daarbij ook brood en banket. V&D werkte later ook met een shop-in-shopformule. Van 1971 tot 1981 importeerden zij ook caravans van de merken Knaus en Tabbert onder de naam Vendahoy. Daarbij werkten ze met een landelijk dealernet van caravanbedrijven. Het hoofdkantoor stond aan de Spaklerweg 52 in Amsterdam-Duivendrecht en sinds 2007 aan de Laarderhoogtweg 25 in Amsterdam-Zuidoost. De keten ging failliet op 31 december 2015.
Sinds 5 september 2018 is er onder de naam V&D een webwinkel actief.

## Geschiedenis

### Ontstaan
Aan het einde van de negentiende eeuw waren Willem Vroom en Anton Dreesmann twee succesvolle zakenmannen in Amsterdam. Beiden hadden manufacturenzaken en waren streng rooms-katholiek. Via een neef maakte Vroom kennis met Dreesmann. Ze raakten bevriend en werden zakenpartners. In 1883 trouwde Vroom met Cisca Tombrock, een zuster van Helena Tombrock, de vrouw van Dreesmann, waardoor de zakenpartners dus ook zwagers werden. Beide heren hanteerden een voor die tijd ongebruikelijke strategie: lage en vaste prijzen tegen contante betaling. In die tijd was het namelijk gebruikelijk dat men altijd korting kreeg en op rekening kocht.
Aanvankelijk werkten ze alleen samen op het gebied van inkopen, maar in 1887 leidde dit tot een verregaande samenwerking en op 1 mei dat jaar tot de oprichting van het bedrijf Vroom & Dreesmann "De Zon". Omdat Vroom de oudste van de twee was, kwam zijn naam vooraan te staan. Hun eerste gemeenschappelijke zaak werd op zaterdag 21 mei 1887 geopend aan de Weesperstraat 70 in Amsterdam. Dreesmann leverde het geld. Er kwam drie man personeel en Dreesmanns jongere broer Nicolaas werd bedrijfsleider. Vroom hield zich vooral bezig met de financiële zaken en de administratie, terwijl Dreesmann voornamelijk de inkoop en verkoop leidde. Aan de plaatselijke Vijzelgracht 21 werd op 27 april 1889 een tweede vestiging geopend met zes personeelsleden. Daarna kwam er een derde vestiging in de Utrechtsestraat 138 en een vierde in de Reguliersbreestraat 31.
Naast de twee gezamenlijke zaken had Vroom in Amsterdam nog een eigen manufacturenwinkel en Dreesmann zelfs twee. Dat gaf problemen bij de verdeling van de gezamenlijk ingekochte goederen. Om die op te lossen werd besloten om ook hun eigen winkels bij elkaar onder te brengen. Hiervoor werd eind 1889 een nieuwe overeenkomst opgesteld, die op 1 januari 1890 van kracht werd.

### Uitbreiding
De zwagers verkochten manufacturen tegen een redelijke prijs. De winst was laag en om die te verhogen werden er extra winkels geopend. Aangezien ze meenden dat de markt in Amsterdam voor hen verzadigd was, zochten ze hun toevlucht buiten de stadsgrenzen. De eerste vestiging buiten de hoofdstad kwam in 1892 aan de Binnenweg in Rotterdam. Een jaar later volgde een filiaal aan de Spuistraat in Den Haag. In hoog tempo werden er meer nieuwe vestigingen geopend: Nijmegen in 1895, Arnhem en Haarlem in 1896, Utrecht in 1898, 's-Hertogenbosch en Tilburg in 1899, Breda in 1901, Leeuwarden in 1902, Delft in 1904, Deventer in 1905, Alkmaar, Hoorn en Zwolle in 1906 en Maastricht in 1907. Het hebben van veel filialen met hetzelfde assortiment was voor Vroom en Dreesmann belangrijk om bij de gezamenlijke inkoop een zo laag mogelijke inkoopprijs te kunnen bedingen.
De filialen werden door de zwagers Vroom en Dreesmann opgezet, die vervolgens een familielid bereid vonden de dagelijkse leiding ervan op zich te nemen. Winkels van familieleden die al via V&D inkochten, werden volledig in de organisatie opgenomen. Er ontstond zo een groot aantal plaatselijke NV's: Amsterdam (A. Dreesmann, W. Vroom), Rotterdam (Wolbertus Vinke), Leeuwarden (G. Tombrock), Leiden (G. Berentzen), Den Haag (Dorus Holt), Utrecht (R. Dreesmann), Breda (Hendrikus Witte), Haarlem (Gerard Rosenmöller, Wilhelm Vehmeijer), 's-Hertogenbosch (Laurens Vehmeijer), Nijmegen (N. Dreesmann), Tilburg (Jules Huer), Delft (Heribert Korte), Deventer (Rudolf Muller), Alkmaar/Hoorn (F. Berentzen), Maastricht (R. Rosenmöller), Zwolle (Joseph Vroom). In de jaren 1905-1912 werden vanuit bestaande plaatselijke NV's nieuwe filialen geopend. Zo opende bijvoorbeeld de vestiging in Nijmegen nieuwe zaken in Venlo (1912) en Tiel en die in 's-Hertogenbosch deed dat in Helmond en Eindhoven (1908).
Door de snelle groei van het bedrijf werden ook de financiële risico's groter. Om die reden werd het privévermogen van de aandeelhouders gesplitst van het bedrijfskapitaal. Hiervoor werd op 23 mei 1905 de Naamloze vennootschap 'Amsterdamse Manufacturenhandel van Vroom & Dreesmann' opgericht. Willem Vroom en Dreesmann waren de enige aandeelhouders. De aandelen, met een maatschappelijk kapitaal van 600.000 gulden, waren gelijk verdeeld. Vervolgens werden ook de afzonderlijke filialen verdeeld in naamloze vennootschappen.
De beide ondernemers woonden al snel met hun families in panden aan de Amsterdamse grachten. In de nieuwe filialen kwamen voornamelijk katholieke familieleden aan het roer te staan. Een mannelijk familielid kreeg een opleiding bij Dreesmann en daarna een aanbod om een eigen filiaal te leiden. Zij kregen dan de helft van de aandelen, om ook financiële verbondenheid met de eigen vestiging te krijgen. De andere helft werd gelijk verdeeld onder Willem Vroom en Anton Dreesmann. De verschillende NV's waren allemaal onafhankelijk. Desondanks was de medezeggenschap en invloed van de oprichters Vroom en Dreesmann in het reilen en zeilen van de onderneming aanzienlijk. Toen het bedrijf in 1912 25 jaar bestond, waren er al 22 zaken met 24 vestigingen. Er werden nu ook gordijnen, meubels, vloerkleden en bedden verkocht. De vestiging aan de Kalverstraat ter vervanging van de kleinere vestigingen in Amsterdam geldt als het eerste echte warenhuis van Nederland. Het is ook het eerste met liften en roltrap en werd op 4 oktober 1912 geopend, naar een ontwerp van de Nederlandse architect Caron. Door ruimtegebrek was er naderhand aan de andere kant van de Kalverstraat naast de Roxybioscoop een dependance gevestigd in de laagbouw de zg. Vendexhal die in 1997 werd verplaatst naar de Kalvertoren en begin 2015 gesloten.
Een kenmerk van het personeelsbeleid van V&D was het oprichten van internaten voor winkelmeisjes bij sommige vestigingen. Het bedrijf kon op die manier het personeel ook buiten werktijd in de gaten houden, waarbij onder andere het kerkbezoek aan de orde was. V&D kreeg op deze manier een goede naam onder katholieke families en een toestroom van katholieke medewerkers.

### Opvolgers

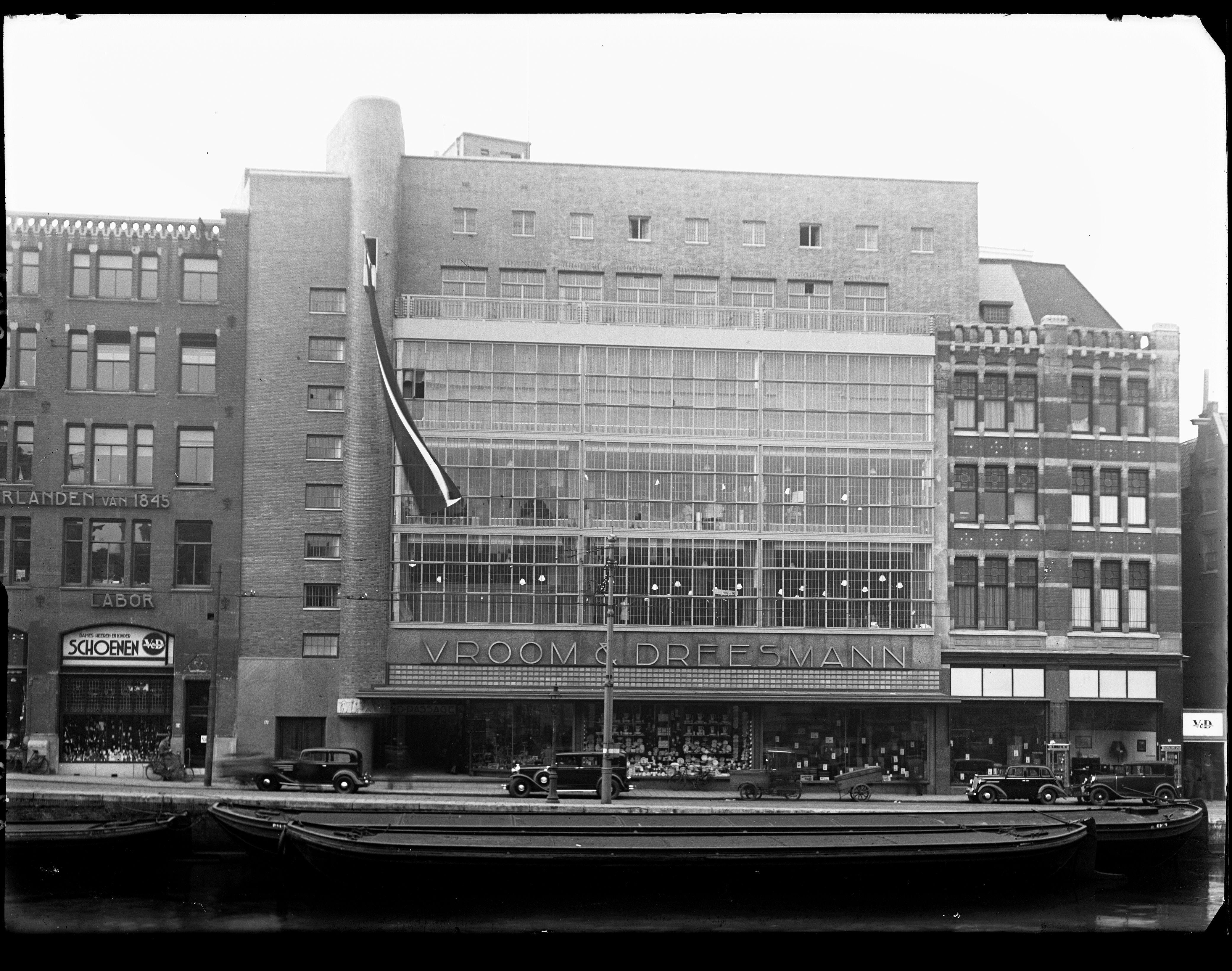
V&D aan het Rokin te Amsterdam, 1930

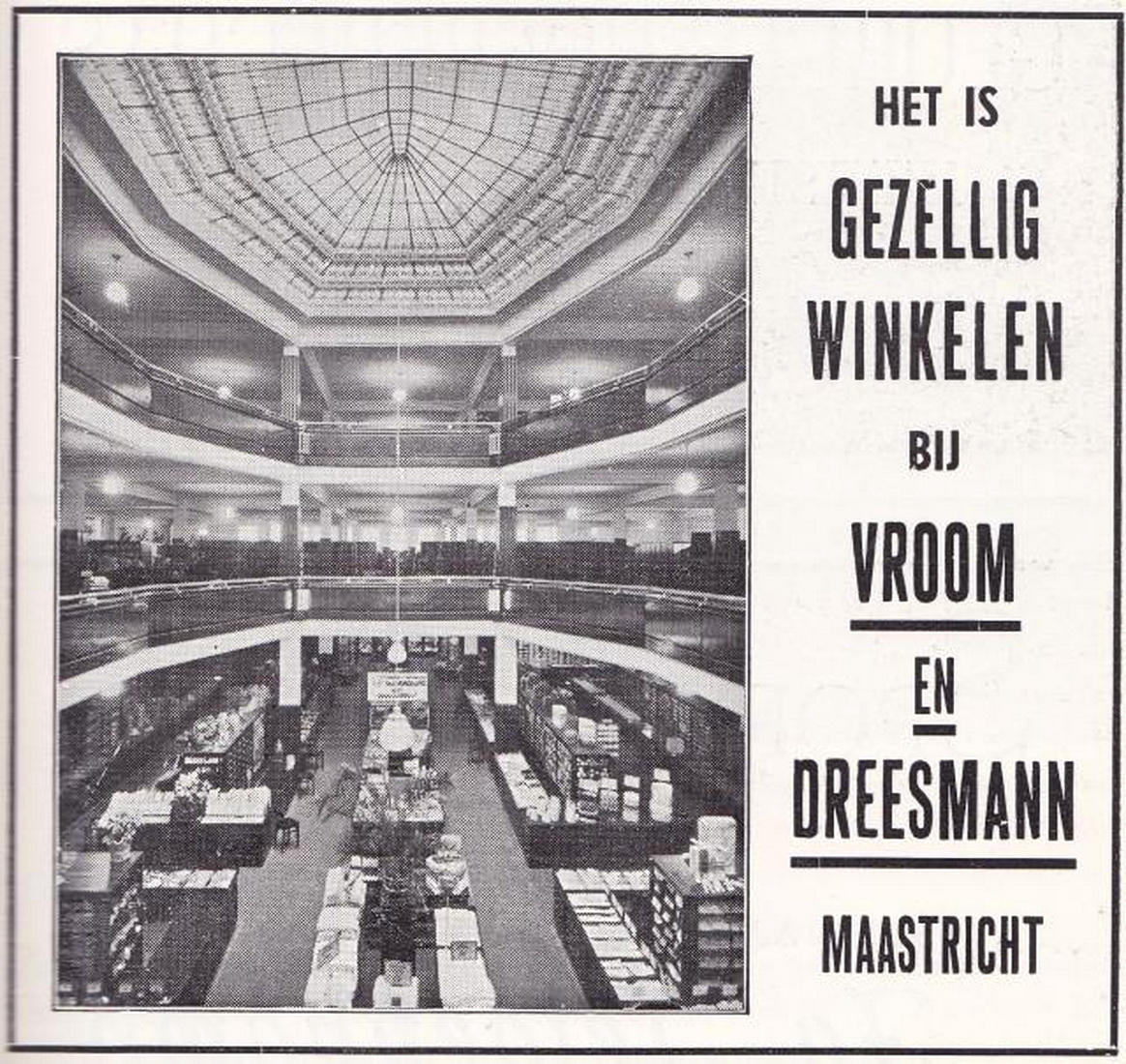
Advertentie V&D Maastricht, ca. 1935. Interieur met vide en lichtkoepel

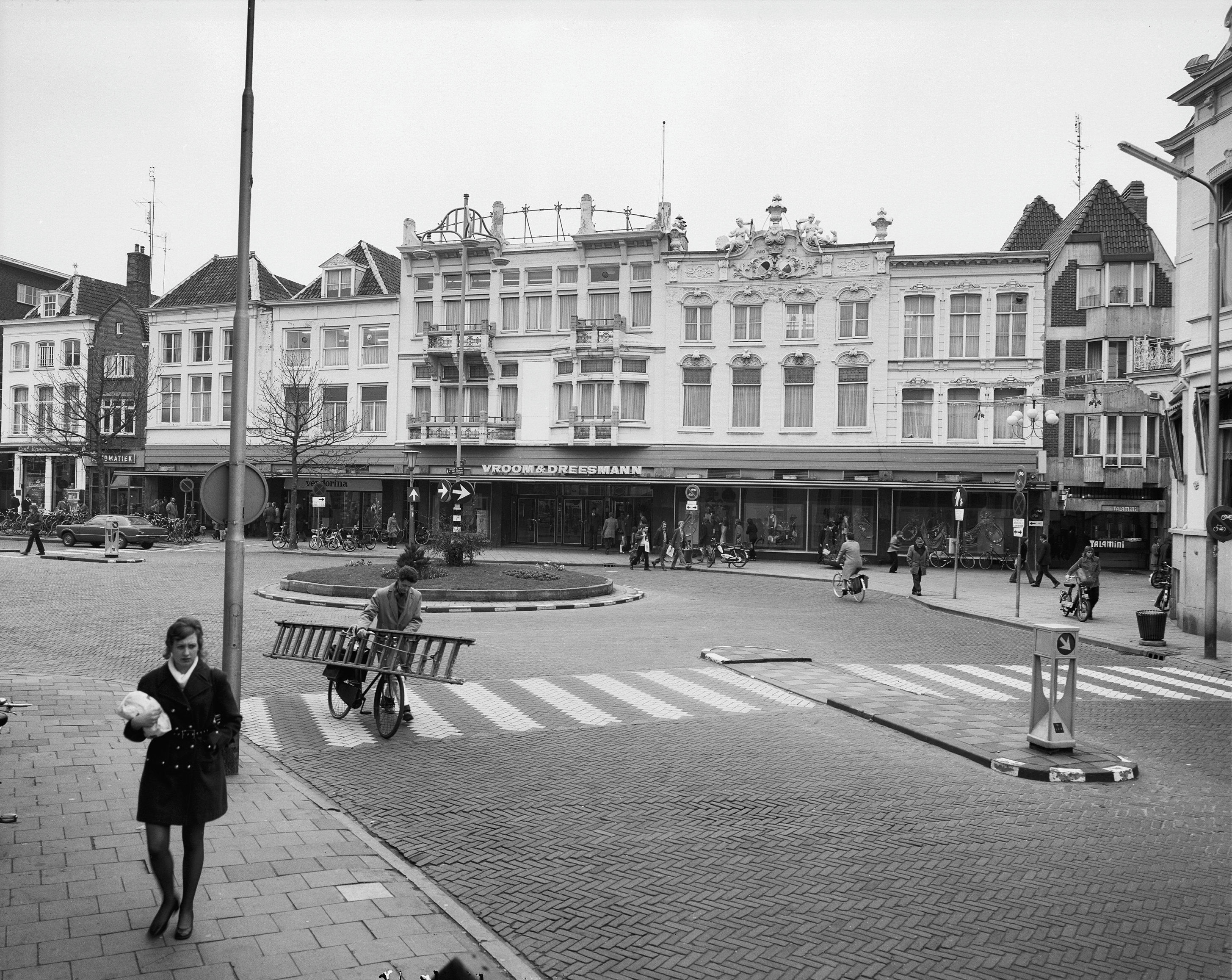
V&D aan de Brink in Deventer, 1973

In 1919 traden Willem Vroom en Anton Dreesmann terug en werden opgevolgd door hun oudste zonen Bernard Vroom en Willem Dreesmann. Een jaar later volgde een filiaal in Heerlen en werd het centraal inkoopkantoor gehuisvest aan de Amsterdamse Prinsengracht 303-307. In 1927 werd een filiaal in Alkmaar geopend aan de Laat, als opvolger van de vestiging aan de Houttil die bekend was onder de naam Gebroeders Berentzen. In Amsterdam was er in 1929 al een tweede filiaal aan de Bilderdijkstraat. De centrale administratie werd in 1930 gevestigd aan de Keizersgracht 216 te Amsterdam. Er werd een fonds voor het personeel opgericht, waaruit bijdrages werden betaald bij bijvoorbeeld invaliditeit en overlijden.
De warenhuisketen ging zelf steeds vaker nieuwbouw uitvoeren, waarvoor bekende architecten als Jan Kuijt, de gebroeders Kraaijvanger en opnieuw Caron werden aangetrokken. De gebouwen kregen een erg moderne uitstraling. Zo werden de etalages 's avonds verlicht. Zowel Kuijt als Caron golden als 'huisarchitect' van Vroom & Dreesmann. In diverse steden werden samengevoegde kleine winkelpanden vervangen door moderne grote warenhuizen. Voorbeelden hiervan zijn 's-Hertogenbosch (1929, Schapenmarkt, architect O. Leeuw), Haarlem (1930-1933, Grote Houtstraat, architect J. Kuijt), Leiden (1934, Aalmarkt) en Hoorn (1935, Grote Noord, architect H.L. Klein-Schiphorst). Verder werden in deze periode nieuwe filialen geopend in onder andere Vlissingen (1925), Apeldoorn (1926), Dordrecht (1931), Amersfoort (1934), Beverwijk (1938) en Enschede (1939).
Door de Duitse bezettingsmacht werden in de Tweede Wereldoorlog veel van de warenhuizen gesloten. De vestigingen in Arnhem, Middelburg, Nijmegen en Rotterdam werden verwoest door oorlogsgeweld. Na de oorlog werden die herbouwd, die in Rotterdam aan de Hoogstraat.
In 1948 werd de 'Coöperatieve Handelsonderneming Vroom & Dreesmann Nederland' opgericht. Een gevolg hiervan was dat de centrale inkoop niet meer door de directie gedaan werd, maar door hiervoor speciaal aangestelde experts en er kwam een vijf leden tellende hoofddirectie. Afgesproken werd dat altijd een nazaat van Willem Vroom en Anton Dreesmann een plek in het hoofdbestuur zou krijgen. Bernard Vroom werd hierdoor meteen voorzitter van V&D Nederland. Aan de tweehoofdige leiding van hun afstammelingen was echter een einde gekomen.
In de jaren vijftig kregen de meeste middelgrote Nederlandse steden een eigen Vroom & Dreesmann. Zo werd onder andere een filiaal geopend in Bergen op Zoom (1952). Ze kregen zelfbediening en het assortiment werd opnieuw groter; met onder meer grammofoonplaten, sport- en drogisterijartikelen. In Amsterdam verscheen een derde filiaal aan de Bos en Lommerweg.
Pas in 1958 kreeg Groningen als laatste grote stad van Nederland zijn eerste vestiging van Vroom & Dreesmann. Belangrijkste reden was dat een broer van Willem Vroom en later tevens de zoon van zijn broer er een eigen manufacturenwinkel op nahielden en Willem hen geen concurrentie aan wilde doen. Evenmin wilden de Groningse familieleden toetreden tot de keten. Wederopbouwproblemen na de oorlog deden de rest. Uiteindelijk werd het de 42e vestiging van Vroom & Dreesmann. Ook in de jaren zestig en zeventig ging de groei gestaag door. Er werden filialen geopend in onder andere Den Haag Leyweg (1960), Amstelveen (1962), Emmen (1965), Roosendaal (1965), Zeist (1968), Vlaardingen (1969), Haarlem Schalkwijk (1971), Eindhoven Station (1971-1989) (in 1974 hernoemd naar Vendomus), Leidschendam (1971), Amsterdam-Noord (1972), Oss (1972) en Rotterdam Zuidplein (1972). Er waren ook steden met meerdere filialen, zoals Den Haag en Haarlem met 2 filialen en Amsterdam en Rotterdam met 4 filialen waarvan 2 kleinere. In Rotterdam is het filiaal aan de Pleinweg uiteindelijk vervangen door het filiaal Zuidplein. In Utrecht verhuisde het filiaal in 1975 van de Oudegracht naar Hoog Catharijne.
In de jaren zestig opende Vroom & Dreesmann de kleinere warenhuisversie Vendet. Dit waren winkels in kleine en middelgrote steden, minder geschikt voor een echt warenhuis. In de Vendet-winkels werd een deel van het Vroom & Dreesmann-assortiment verkocht, bestaande uit een kwart food- en driekwart non-foodproducten. Vendet-winkels zaten in onder andere Tilburg Westermarkt (1963), Den Haag Hengelolaan (1965), Voorburg (1968), Delft winkelcentrum In de Hoven (1971), Utrecht Overvecht (1971), Assen (1973), Eindhoven Winkelcentrum Woensel (1974), Waalwijk (1975), Valkenswaard, Ede (beide 1977), Doetinchem (1980), Oosterhout, Hoogezand, Winschoten, Uden, Groningen Winkelcentrum Paddepoel en Nijmegen Winkelcentrum Dukenburg (1976).

### Vendex

V&D in de Kalverstraat te Amsterdam, 1988

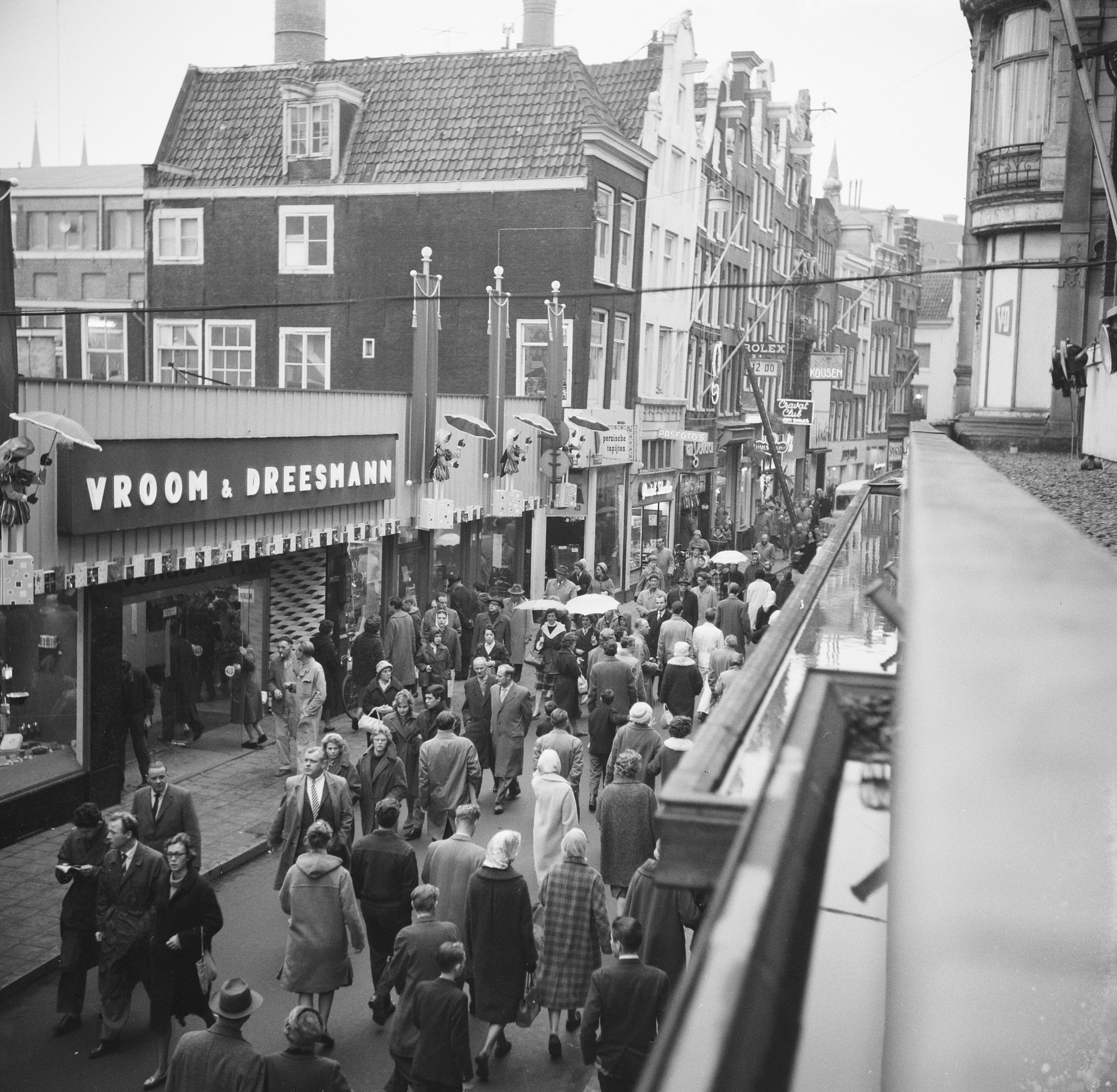
Dependance overzijde filiaal Kalverstraat, de zg. Vendexhal in 1960

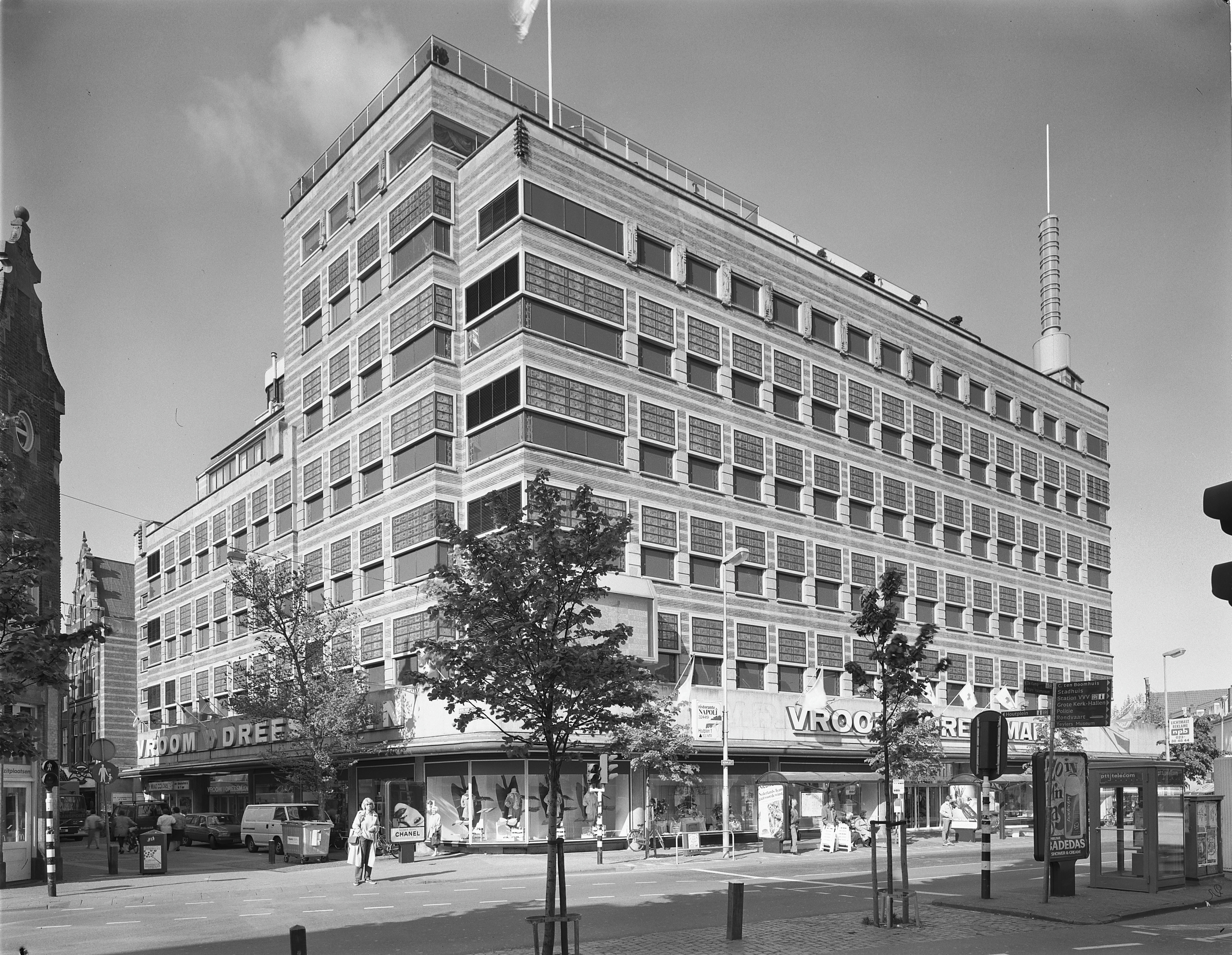
V&D aan de Grote Houtstraat te Haarlem, 1993

In 1971 werd kleinzoon Anton Dreesmann directeur van de warenhuisketen. In 1973 lukte het hem om de 23 plaatselijke NV's die de warenhuizen exploiteerden samen te voegen tot Vroom & Dreesmann BV. Daarnaast bleven er nog verschillende andere bedrijven bestaan.
In 1978 overwoog het bedrijf de filialen in Amsterdam, Arnhem, Eindhoven en Utrecht van het in liquidatie verkerende Sims over te nemen. Het nam de huurverplichtingen tijdelijk over en stond garant voor de werkgelegenheid. Uiteindelijk werden alleen de voorraden en inventaris overgenomen, maar alleen het boeken en platengedeelte en een deel van het personeel kon overstappen.
De twintig NV's waaruit het bedrijf bestond, werden in 1982 door hem ondergebracht in het conglomeraat Vendex International, bestaande uit alle aan V&D gelieerde bedrijven en merken. Onder leiding van Dreesmann ging V&D ook met de zogenaamde shop-in-shopformule werken. Het begon met aparte winkels voor schoenmakers. In meerdere V&D-warenhuizen waren onder meer ICI PARIS XL-winkels gevestigd. Andere shop-in-shopformules waren Sephora, Dixons, Vendoplan, Hunkemöller, Perry Sport, Prénatal, Six, Didi, Oasis, Esprit, Rituals, Promiss, Sapph, Swatch en Mexx.
In 1987 werd in Leiden onder grote belangstelling het honderdjarig bestaan van V&D gevierd voor alle betrokken familieleden. De resultaten dat jaar waren minder feestelijk: het verlies van V&D over het boekjaar 1987/1988 bedroeg 36 miljoen gulden. Een groot probleem was dat niet, Vendex International maakte in dezelfde periode 226 miljoen gulden winst. Per 1 januari 1988 werd Anton Dreesmann formeel opgevolgd door Arie van der Zwan, maar wegens ziekte van Dreesmann nam hij enkele maanden eerder al het heft in handen. Hij begon met een vergelijking te maken tussen V&D, HEMA en De Bijenkorf en concludeerde dat de omzet van V&D te laag was en er te veel personeel rondliep. Van der Zwan legde een plan op tafel om 2.100 personeelsleden te ontslaan, waarvan 1.400 gedwongen. De raad van commissarissen ging in juni 1988 unaniem akkoord, maar Dreesmann noemde het ontslag asociaal en hield het tegen. Van der Zwan vertrok in februari 1989.
Rond 1995 werd Vendex International beursgenoteerd en konden familieleden hun aandelen verkopen. In 1997 werd het gesplitst in detailhandelsbedrijf Vendex en dienstenbedrijf Vedior.

### Maxeda
In 1998 fuseerde Vendex met Koninklijke Bijenkorf Beheer (KBB) tot Vendex KBB. In 2005 werd het vastgoed voor 1,4 miljard euro verkocht en teruggehuurd. Het leverde Vendex KBB uiteindelijk 618 miljoen euro winst op.
Rond 2003 vond door binnenhuisarchitect Jan des Bouvrie een restyling plaats van de vestigingen in Maastricht en Enschede. De filialen kregen meer kleur en werden minder vol. Hier en daar kwamen zitjes. Doordat een omzetstijging uitbleef, is het daarbij gebleven. Vanaf 2007 vond een algehele vernieuwing plaats en werd het filiaal aan de Amsterdamse Kalverstraat officieel heropend. In de periode tot aan 2011 werden ook de andere winkels opnieuw ingericht. De naam Vroom & Dreesmann werd sindsdien niet meer officieel gebruikt, alleen nog de afkorting V&D.
V&D bleef nieuwe filialen openen: Zoetermeer (1993) (overname van failliete warenhuis Ter Meulen), Rotterdam Oosterhof (1993) (overname van Ter Meulen), Almere (1993) (overname van Ter Meulen), Ede (1998), Naaldwijk (1998), Hellevoetsluis (2001), Meppel (2003), Gorinchem (2003), Doetinchem (2007) (overname van failliet verklaard Warenhuis Huls) en opnieuw Venlo (2008). In 2008 werd begonnen met een webwinkel, volgens veel marketingdeskundigen te laat om aan te haken bij de concurrentie.

### Sun Capital

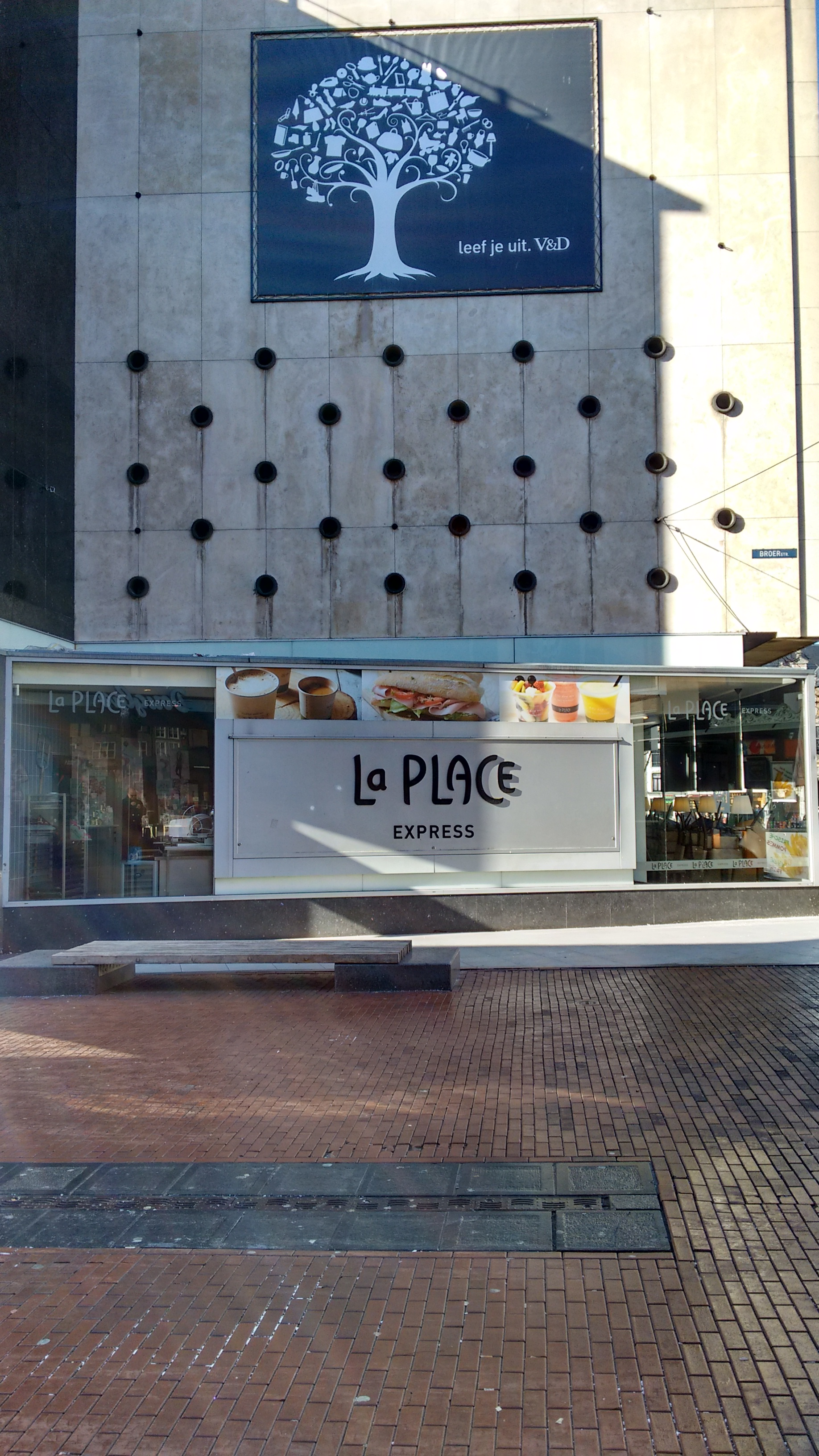
V&D met La Place in Nijmegen, 2016

In 2010 werd de V&D-holding, inclusief La Place, door eigenaar Maxeda verkocht aan Sun Capital Partners. V&D kon zijn strategie voortzetten en de keten La Place zou in ieder geval nog drie jaar bij de V&D-holding blijven horen. Ook deze eigenaar ging door met het openen van nieuwe vestigingen: Vlaardingen in 2013 en Uden in 2015.
De V&D-holding boekte in 2012 een verlies van 19 miljoen euro. In januari 2013 werd Jacob de Jonge als CEO binnengehaald, als opvolger van de Brit Mark McKeon. De Jonge wilde in de V&D-warenhuizen de A-merken meer op de voorgrond plaatsen en wilde daarvoor tweehonderd merken in zijn winkels introduceren. "Lucht, licht en vernieuwing", vatte De Jonge begin mei 2014 zijn strategie samen. Alle V&D-warenhuizen zouden een facelift krijgen. Die in de Amsterdamse Kalverstraat liet hij alvast voor twee miljoen euro herinrichten. Per 1 augustus 2014 vertrok hij alweer als CEO. De Jonge werd tijdelijk opgevolgd door de Amerikaan Don Roach, afkomstig van Sun Capital Partners en al commissaris bij V&D.
John van der Ent volgde per 1 maart 2015 Roach op als bestuursvoorzitter. Onder Van der Ents leiding verschoof de aandacht weer naar huismerken. Met mediagiganten Sanoma en SBS werden in april 2015 afspraken gemaakt over het introduceren van 'live events' in de warenhuizen. Vijftien vestigingen gingen meedoen. Een maand later verklaarde V&D zich meer te willen richten op vrouwelijke klanten en de plaatselijke bedrijfsleiders zouden meer invloed krijgen op de inkoop. Het concern wilde de collecties vaker gaan vernieuwen en meer gaan samenwerken met fashionbloggers. Ook kwam er een proef om in de warenhuizen met iPads online te bestellen. Verder wilde V&D met yogaworkshops klanten trekken.

### Crisis
Over 2013 maakte V&D 42 miljoen euro verlies op een omzet van 619 miljoen euro. In 2014 was dat 49 miljoen euro op een omzet van 604 miljoen euro. De banken wezen op 12 december 2014 erop dat de rekening-courant faciliteit verminderd zou worden van 42,5 miljoen euro naar ruim 2 miljoen euro en op 9 februari moest een bedrag van 35 miljoen euro aan de leveranciers betaald worden, waarvoor geen krediet beschikbaar was. Na overleg met de banken werd de kredietmogelijkheid tot 31 januari 2015 alsnog vastgesteld op 22,5 miljoen euro. V&D meldde op 19 januari 2015 50 van de 450 medewerkers van het servicecentrum in Amsterdam te ontslaan.
In de eerste maanden van 2015 kwam de leiding van V&D ook in botsing met haar verhuurders en personeel. Vanwege de jarenlange verliezen wilde V&D het salaris van het personeel met 5,8% korten. De vakbonden FNV en CNV maakten daar met succes bezwaar tegen bij de rechtbank. Vanwege de liquiditeitsproblemen eiste de winkelketen in een schrijven van 19 januari 2015 van haar verhuurders een huurvrije periode van vier maanden, beginnend in februari en eindigend in mei 2015. Daarnaast was er een plan voor een structureel lagere huurprijs in ruil voor minder winkeloppervlakte. De vastgoedeigenaren gingen daar niet mee akkoord. In het weekeinde van 7-8 februari werd met de belastingdienst geregeld dat V&D uitstel van betaling van belastingschulden kreeg voor een bedrag van 16 miljoen euro. Met de meeste verhuurders werd afgesproken dat V&D voor de maanden februari tot en met juli 2015 een lagere huur zou betalen. Door de afgesproken huurkorting zou V&D 24 miljoen euro besparen als alle huurders zouden meedoen. Voorlopig werd daarmee een faillissement voorkomen.
Sun Capital Partners verkondigde op 10 juli 2015 nog eens een bedrag van 47 miljoen euro in V&D te steken, waarmee bankkrediet zou worden afgelost. De verkoopcijfers van november en december 2015 vielen tegen. V&D weet dat aan het zachte weer, waardoor van de wintercollectie onvoldoende verkocht werd. In november was de omzet 15% lager dan verwacht en in december 20% lager. In totaal ging het om 25 miljoen euro aan spullen die niet verkocht werden. Op de dag dat Sun Capital Partners zijn toezegging introk voor een extra 47 miljoen euro kredietgarantie vroeg de V&D Group uitstel van betaling aan bij de rechtbank in Amsterdam.

### Faillissement

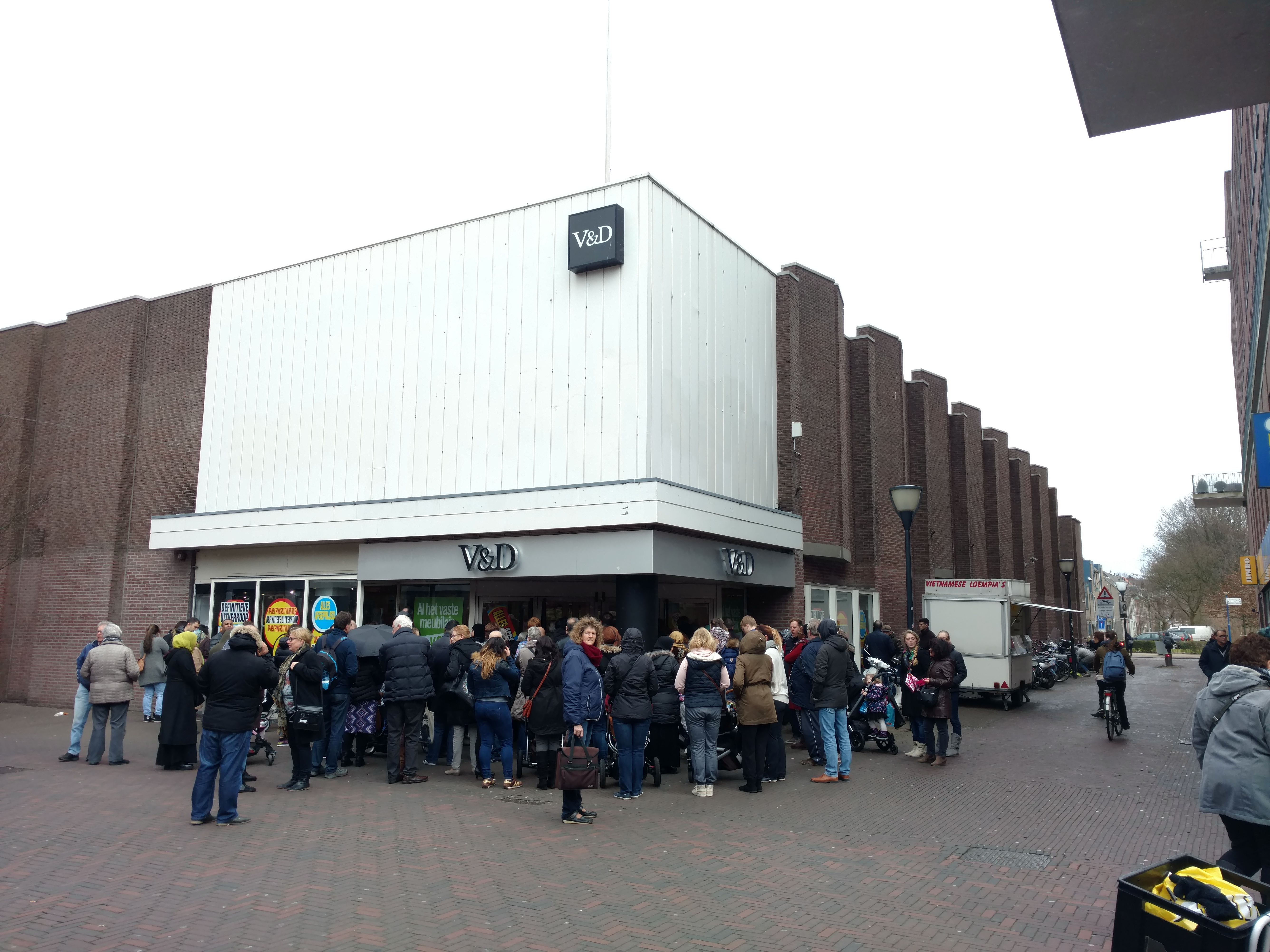
Koopjesjagers wachten op 23 maart 2016 voor de faillissementsuitverkoop in Delft

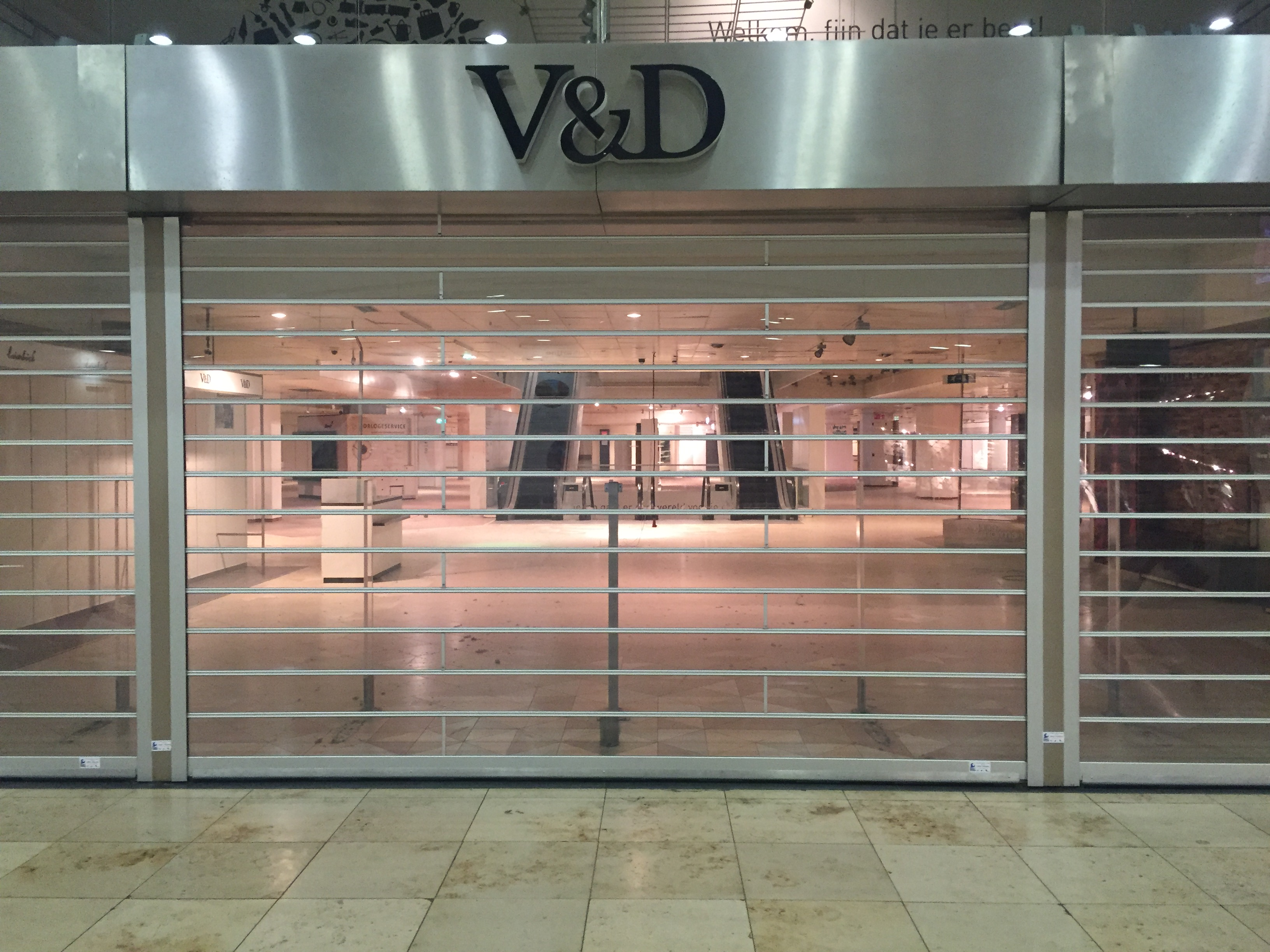
Gesloten en lege V&D in Utrecht

Nadat op 22 december 2015 uitstel van betaling was verleend, werden de V&D Group Holding B.V., V&D B.V. en La Place B.V. op 31 december 2015 failliet verklaard door de rechtbank van Amsterdam. De warenhuizen bleven open tot en met 14 februari 2016. De webwinkel sloot echter na het aanvragen van de surseance van betaling. Eind maart werden de winkels tijdelijk heropend voor een laatste uitverkoop. Op 23 april 2016 om 12.00 uur sloot in Hilversum het laatste V&D-warenhuis definitief.
Het personeel werd formeel ontslag aangezegd. Dit betrof ongeveer 10.300 mensen werkzaam bij V&D en La Place. Binnen de opzegtermijn van maximaal zes weken werd het loon door het UWV gegarandeerd.
In augustus 2024 is het faillissement formeel afgrond door de curatoren.

### Voortzetting
Op 26 januari 2016 werd bekend dat Jumbo Groep Holding een belangrijk deel van La Place ging overnemen: het hoofdkantoor, de merknaam, de vestigingen buiten de V&D's en de inventaris van de restaurants in V&D-filialen. Jumbo betaalde in totaal 48 miljoen euro. Roland Kahn van Cool Investments was sinds het faillissement geïnteresseerd in een deel van de warenhuizen die hij onder de naam van V&D wilde laten voortbestaan, maar op 16 februari 2016 bleek dat de onderhandelingen definitief waren mislukt.
Op 9 juni 2016 maakte Kahn bekend dat hij de merknaam V&D had overgenomen en op korte termijn onder deze naam een webshop zou starten. Hij sloot niet uit ook weer nieuwe winkels te zullen openen. Kahn werkte hiertoe samen met een oud-bestuursvoorzitter van de HEMA, Ronald van Zetten. Uiteindelijk werd het plan om met de merknaam V&D een webshop te starten verlaten. Commercieel werd het als niet-aantrekkelijk beschouwd.
Op 20 juni 2016 werd bekend dat de meeste schuldeisers bij V&D hun geld niet meer zouden krijgen. Het failliete bedrijf had voor honderden miljoenen euro's aan schuld uitstaan, maar volgens de curatoren was er niet meer dan 54 miljoen beschikbaar om uit te keren. Het meeste hiervan zou naar UWV, de Belastingdienst en Sun Capital Partners gaan.
Veel panden hebben sinds het faillissement een nieuwe huurder gevonden. In Rotterdam, Den Haag, Leiden, Maastricht, Utrecht, Amersfoort, Zwolle, Den Bosch, Amstelveen, Enschede, Haarlem, Tilburg, Breda en Almere kwamen vestigingen van het Canadese Hudson's Bay vanaf september 2017. In december 2019 sloot Hudson's Bay echter alweer zijn Nederlandse winkels. Het hoofdkantoor werd verbouwd tot een flexkantoor.
Na de webwinkel die tussen 2008 en 2015 actief was, startte 5 september 2018 een online warenhuis onder dezelfde naam.

## La Place
V&D had een eigen restaurantketen: La Place. De formule van La Place is verse producten, bereid waar de consument bij staat. Het eerste restaurant van La Place werd op 11 februari 1987 geopend. Eind 2015 waren er in V&D-warenhuizen in totaal 55 restaurants van La Place gevestigd.

## Filialen

### In 2016 gesloten
Bij sluiting van de keten in 2016, waren er 62 V&D-warenhuizen, allemaal in Nederland, gevestigd in: Alkmaar, Almere, Alphen aan den Rijn, Amersfoort, Amstelveen (Stadshart), Amsterdam (Kalverstraat), Amsterdam-Noord (Buikslotermeerplein), Apeldoorn, Arnhem, Assen, Bergen op Zoom, Beverwijk, Breda, Delft, Den Haag, Den Helder, 's-Hertogenbosch, Deventer, Doetinchem, Dordrecht, Ede, Eindhoven, Emmen, Enschede, Goes, Gorinchem, Gouda, Groningen, Haarlem, Haarlem-Schalkwijk, Heerlen, Hellevoetsluis, Hengelo, Hilversum, Hoofddorp, Hoorn, Leeuwarden, Leiden, Leidschendam, Maastricht, Meppel, Naaldwijk, Nijmegen, Oss, Purmerend, Rijswijk, Roermond, Roosendaal, Rotterdam (Hoogstraat), Rotterdam-Zuid (Zuidplein), Sittard, Tilburg, Uden, Utrecht (Hoog Catharijne), Veenendaal, Venlo, Vlaardingen, Weert, Zaandam, Zeist, Zoetermeer, en Zwolle.

### Vóór 2016 gesloten
In de volgende plaatsen gingen warenhuizen vóór 2016 dicht:
| - Almelo (2004) - Amsterdam-West, Bos en Lommerweg (ca. 1998) - Amsterdam-West, Bilderdijkstraat (ca. 1999) - Brunssum (1990) - Den Haag Leyweg (2015) - Geleen (2004) - Heerenveen (2004) - Helmond (2004) |  | - 's-Hertogenbosch (1938) - Hoogezand (jaren 1980) - IJmuiden (1990) - Kerkrade (2004) - Middelburg (2004) - Oosterhout, Arendshof II (2015) - Rotterdam, Pleinweg - Rotterdam, Oosterhof (1993) (2004) |  | - Sneek (2004) - Tiel (2004) - Tilburg, De Rooi Pannen - Valkenswaard (2003) - Venlo (2004) - Vlaardingen (2004) - Vlissingen(1980) |

## Trivia
- In de Bijbelgordel gebruikt men weleens de uitdrukking: "'s Zondags Vroom en doordeweeks Dreesmann." ('s Zondags netjes in de kerk zitten en doordeweeks alles doen wat God verboden heeft).[47]

## Foto's

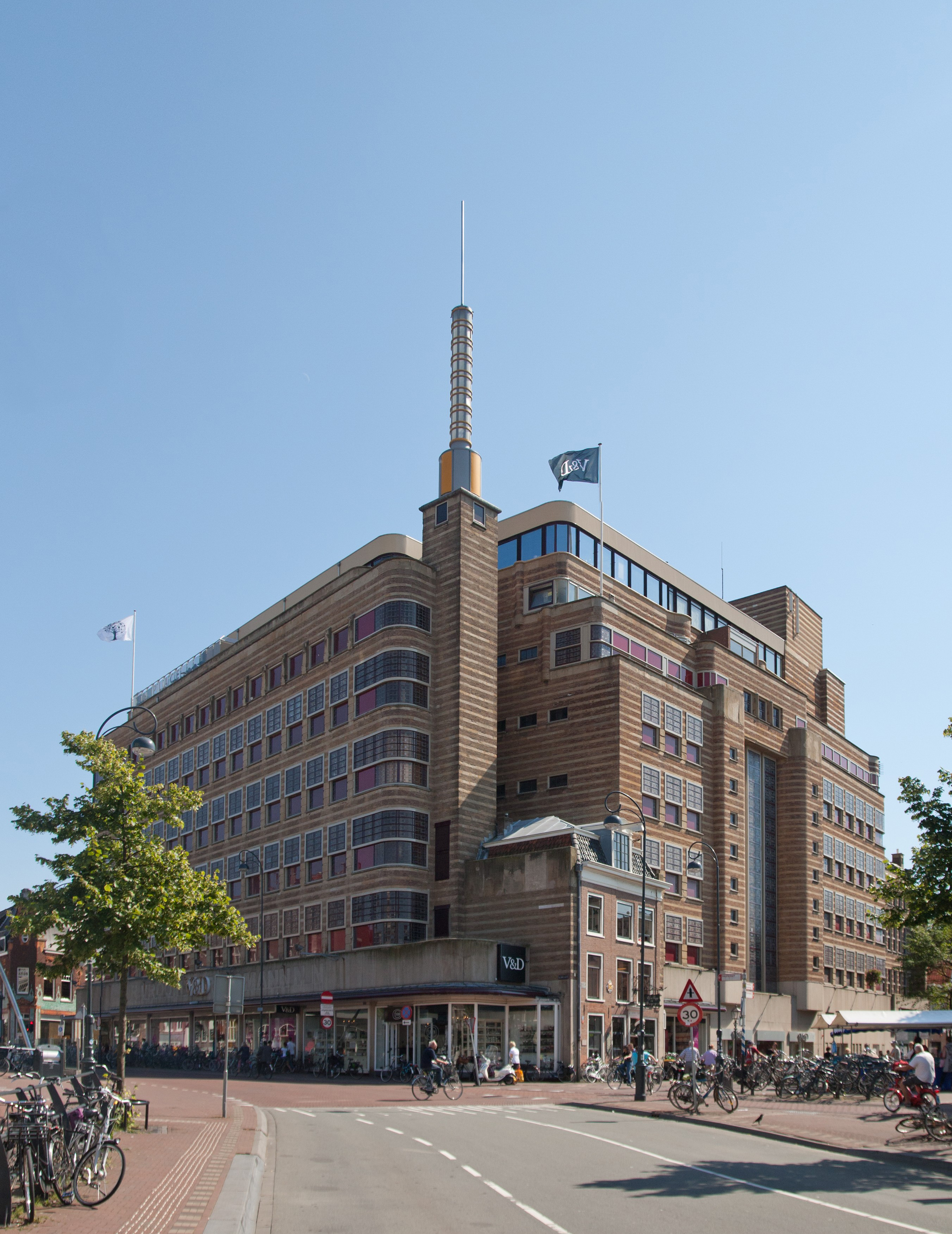
Het V&D-warenhuis te Haarlem, ontworpen door 'huisarchitect' Jan Kuijt
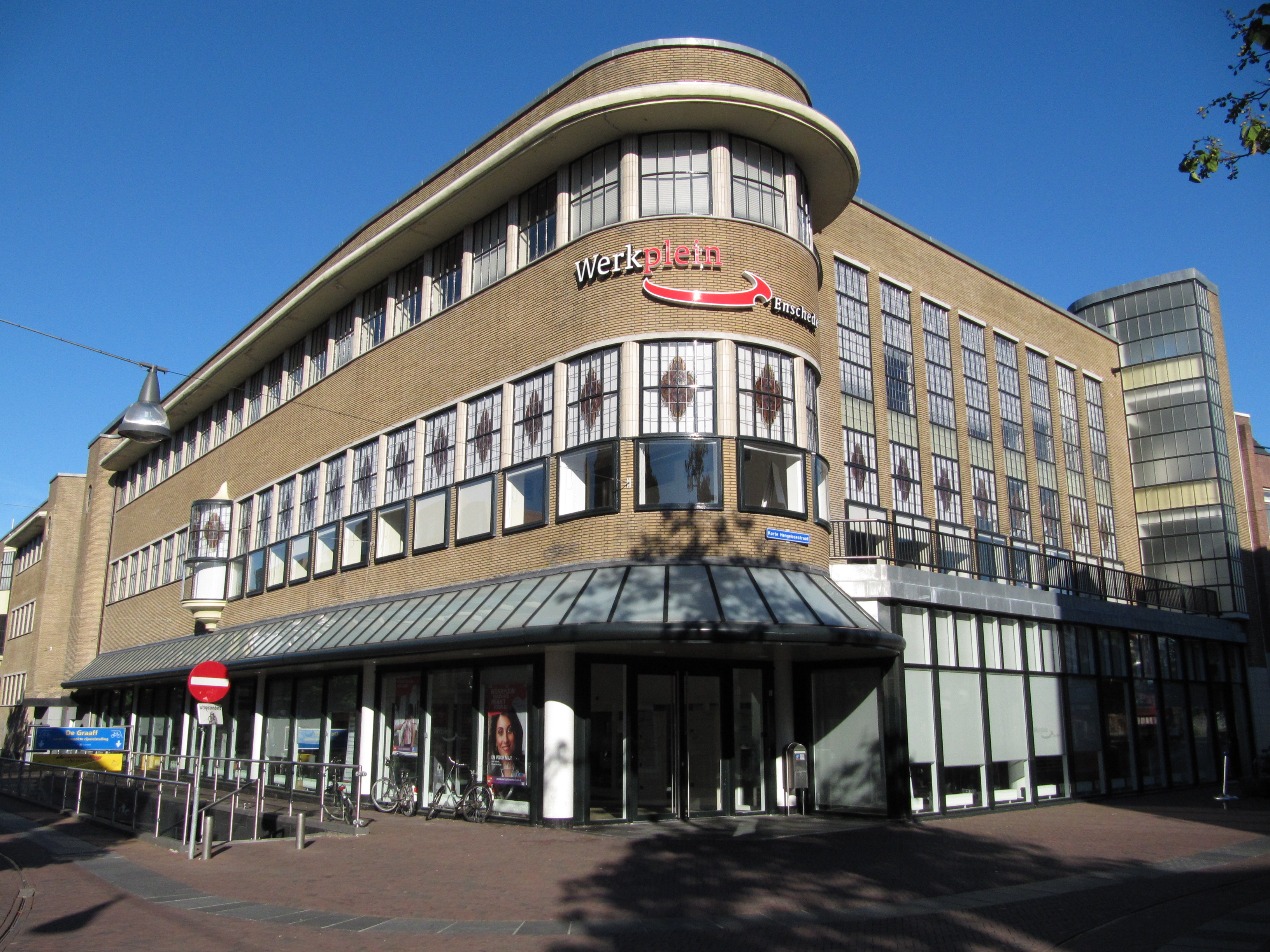
Pand dat tussen 1939 en de jaren 1960 V&D Enschede herbergde
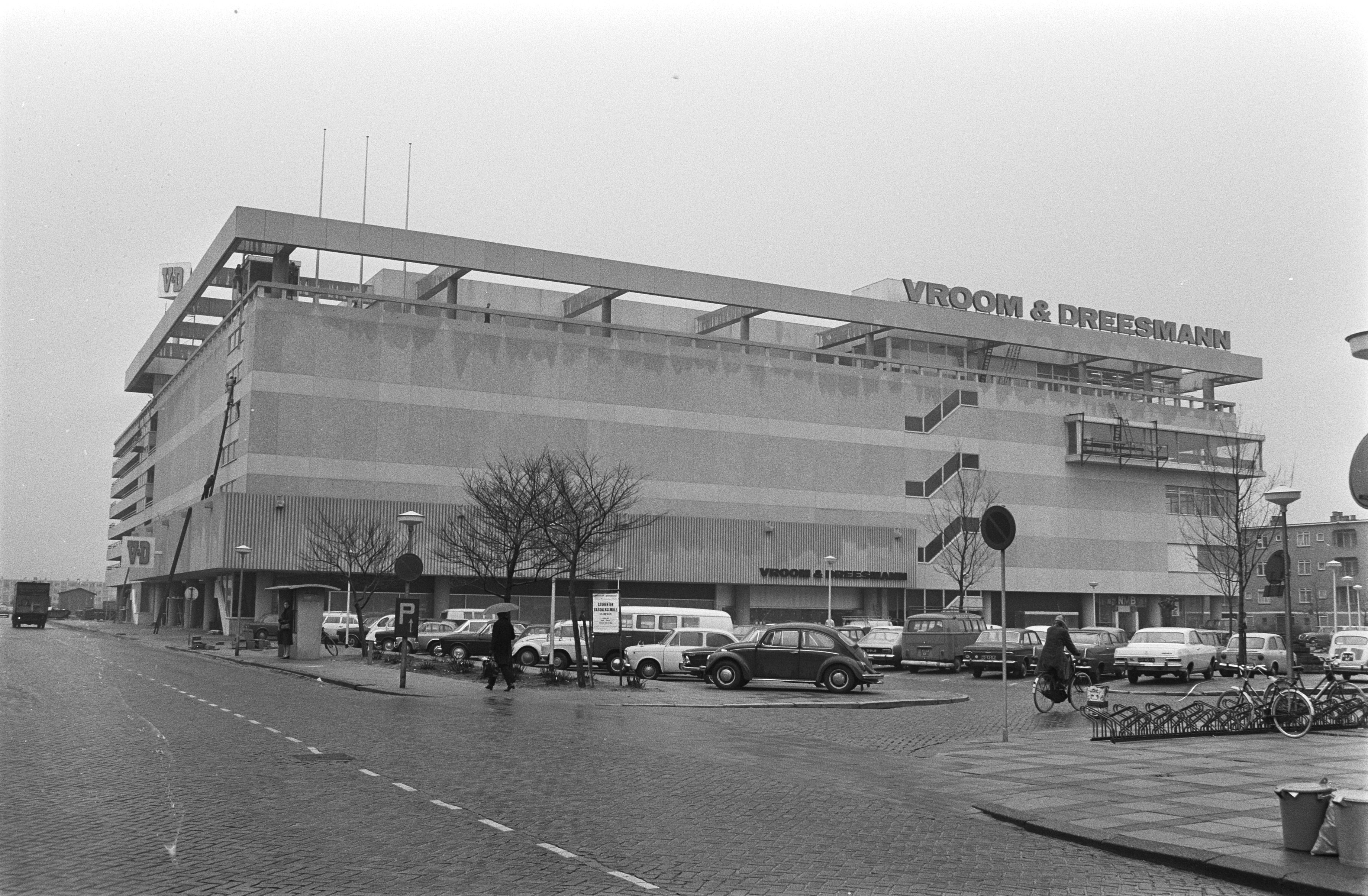
Nieuwe V&D kolos in Amstelveen in 1971
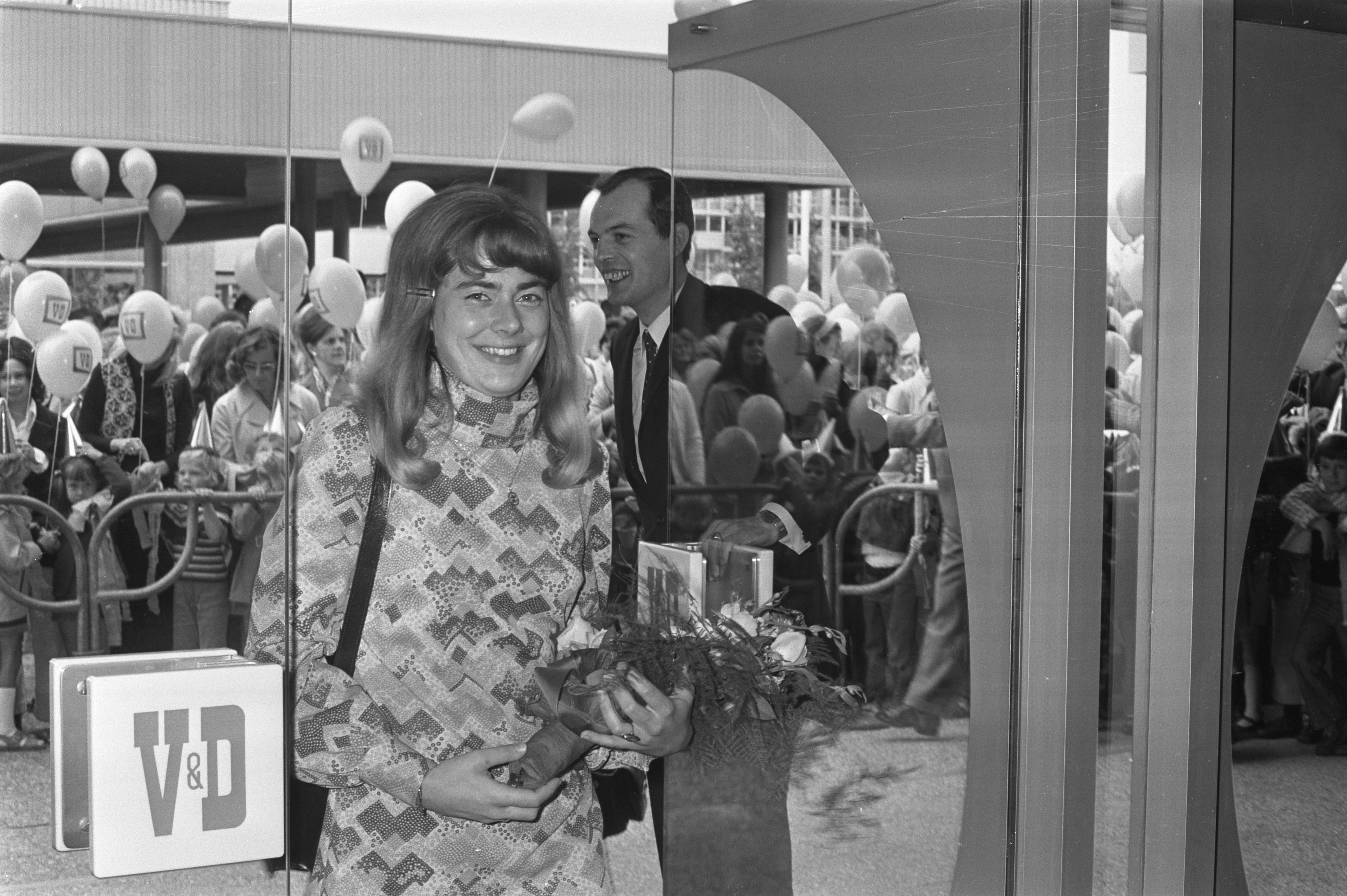
Amsterdam opening Buikslotermeerplein 1972
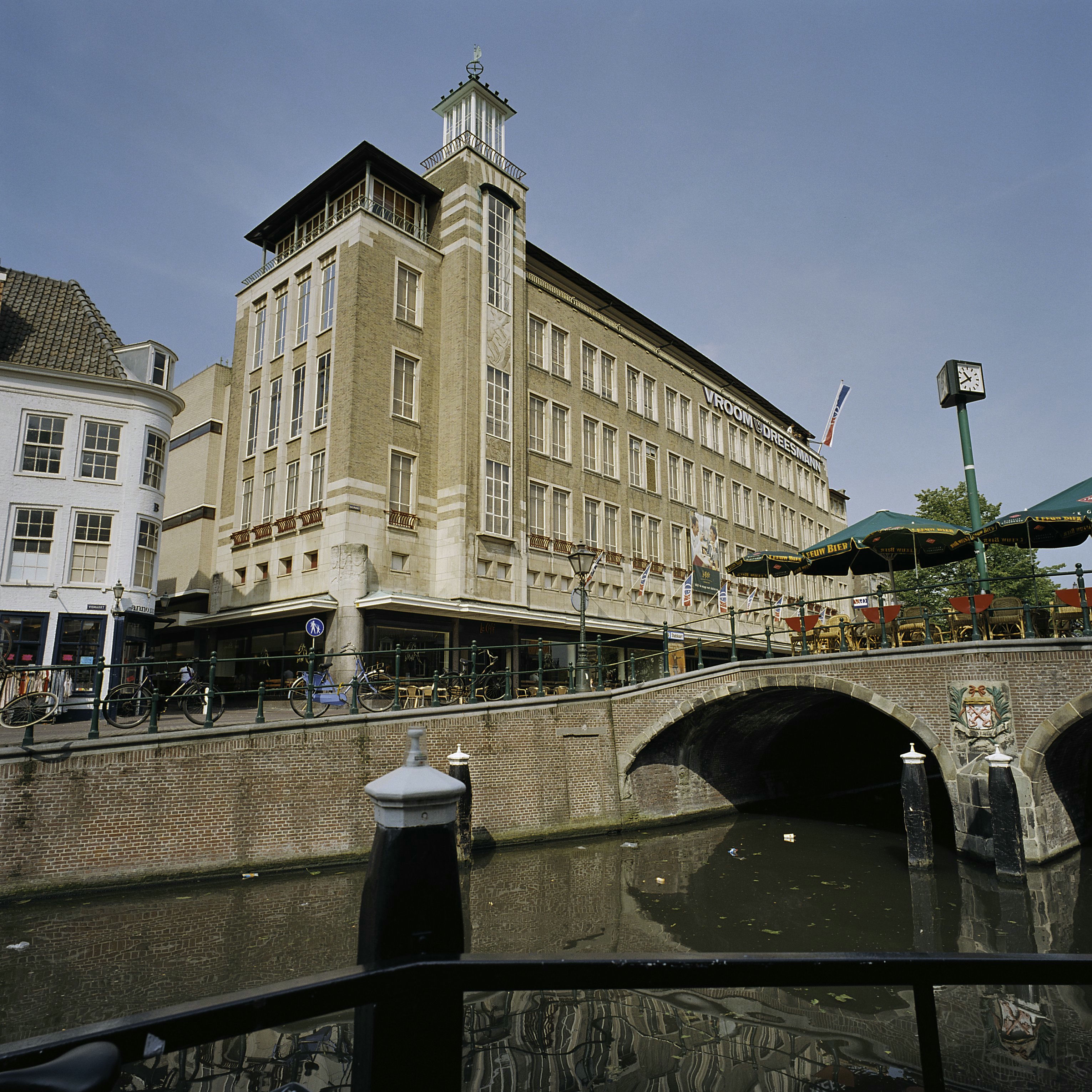
V&D aan de Aalmarkt in Leiden, 2003
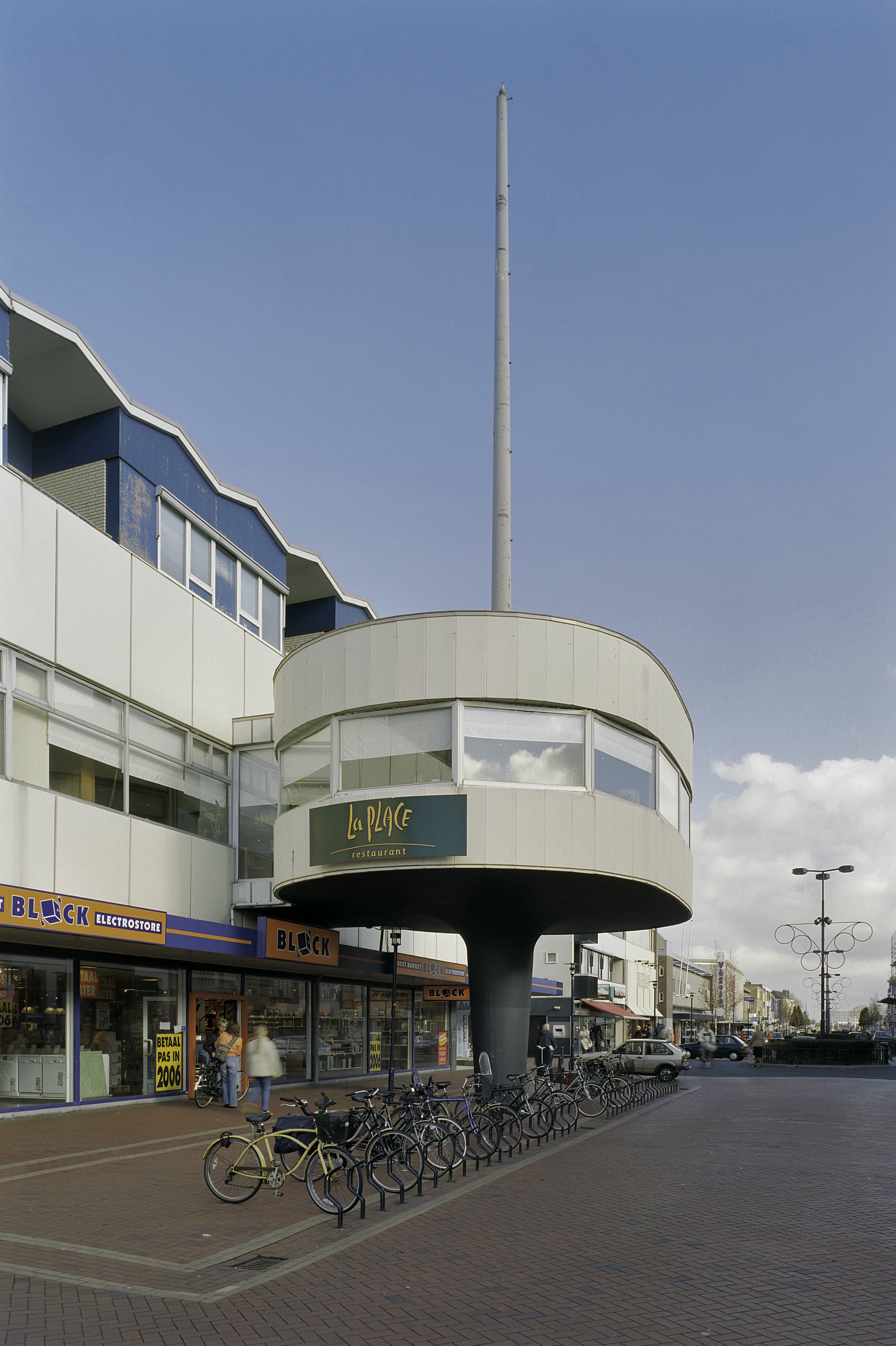
V&D en La Place in Den Helder, 2004
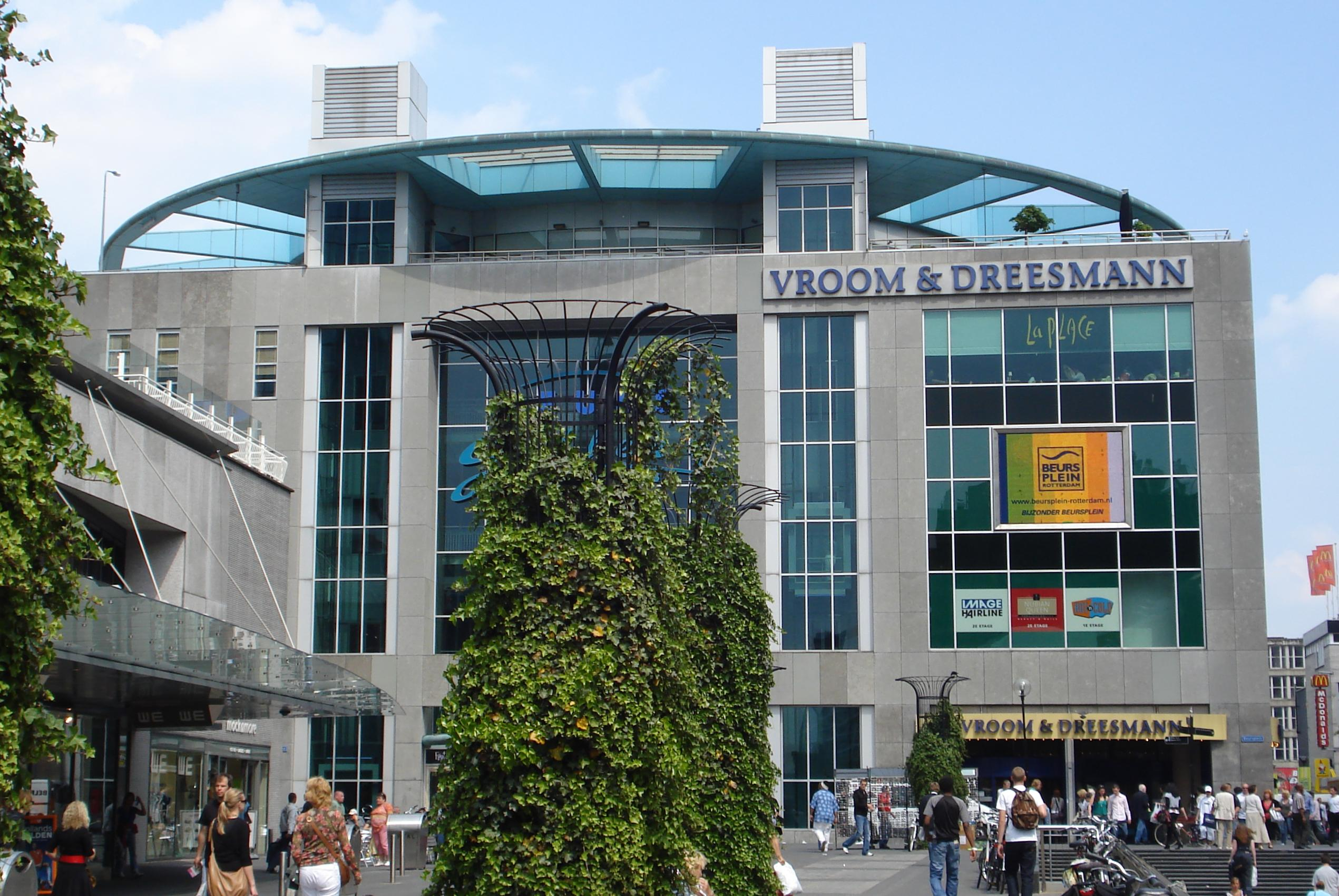
V&D in Rotterdam, 2008
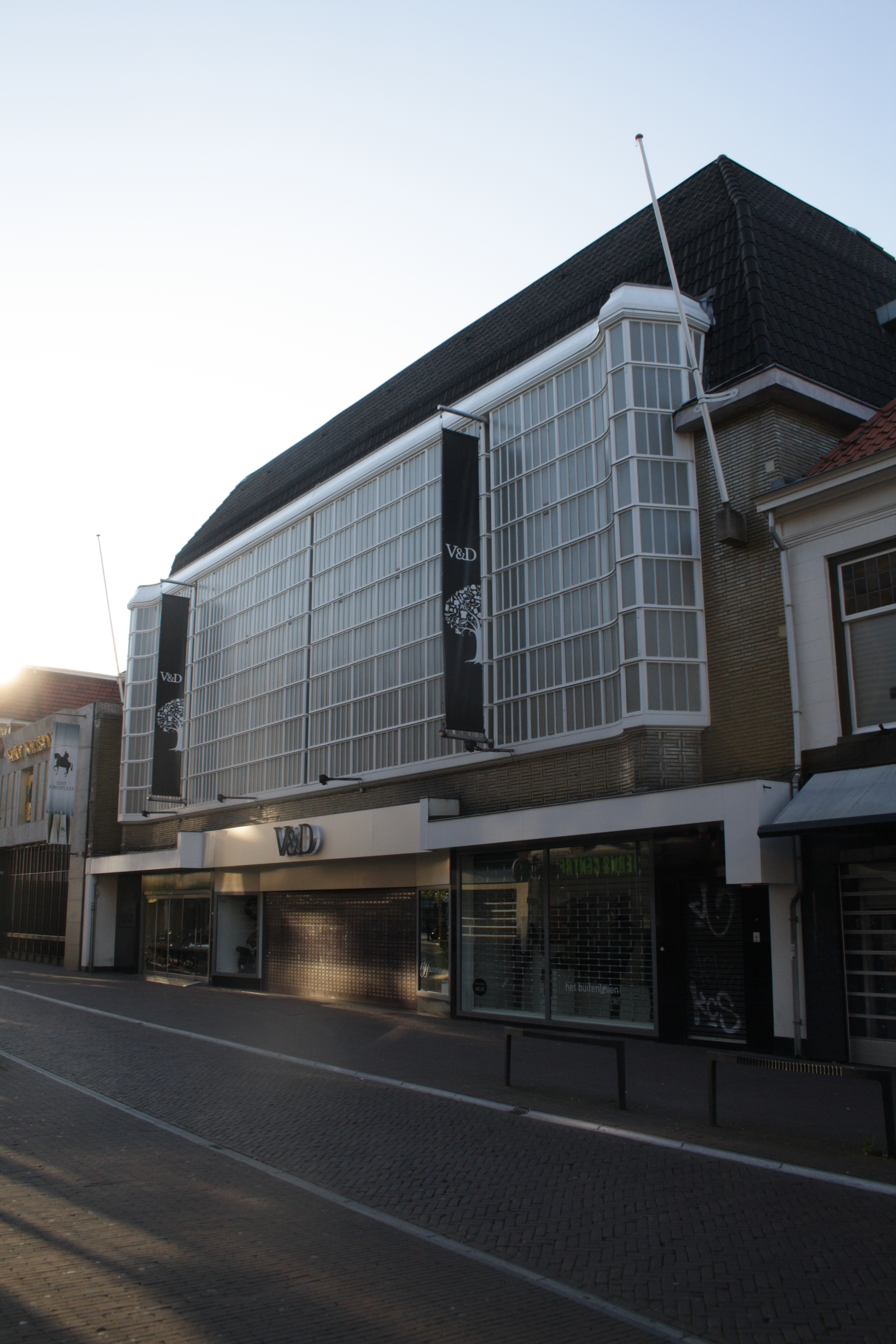
V&D in Amersfoort, 2010
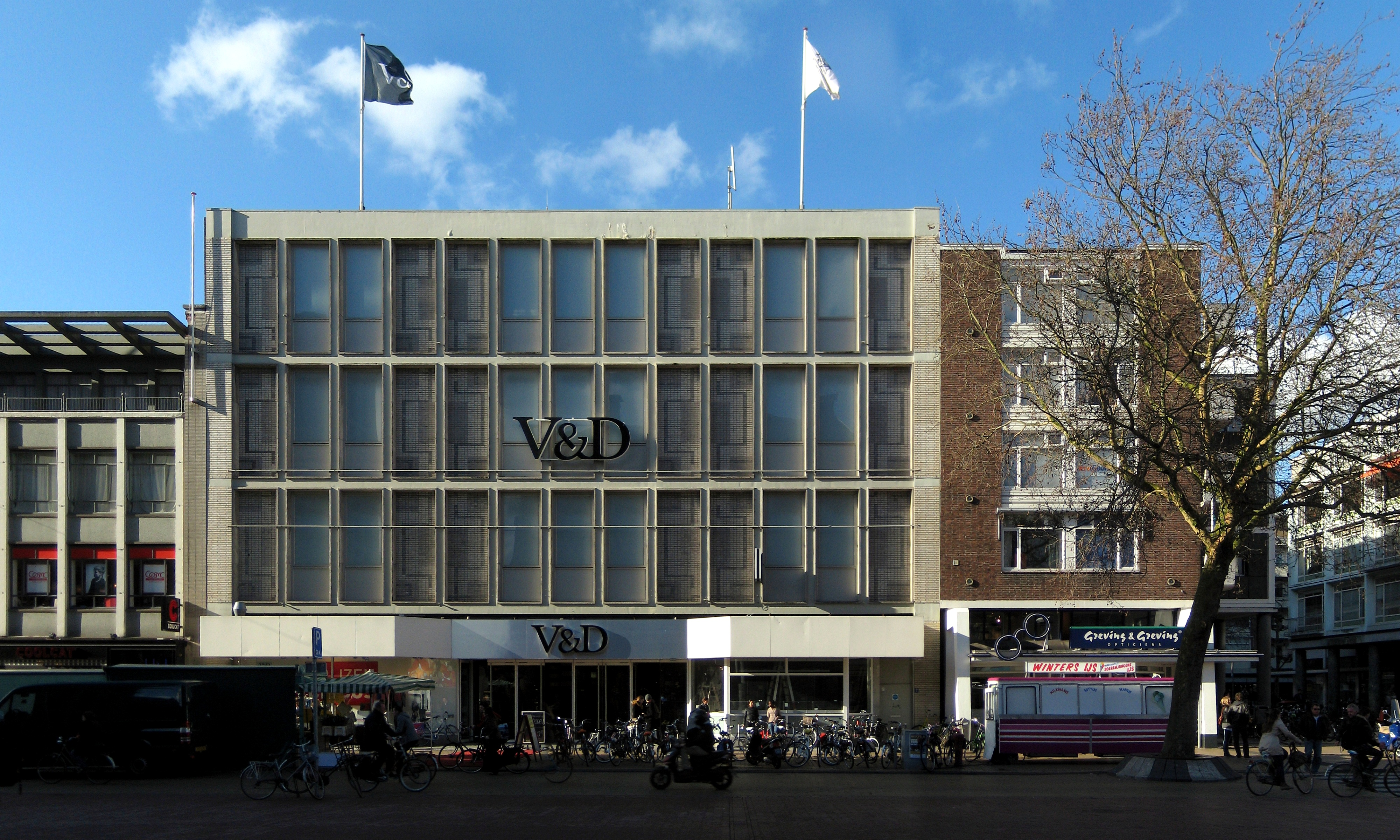
V&D aan de Grote Markt in Groningen, 2012
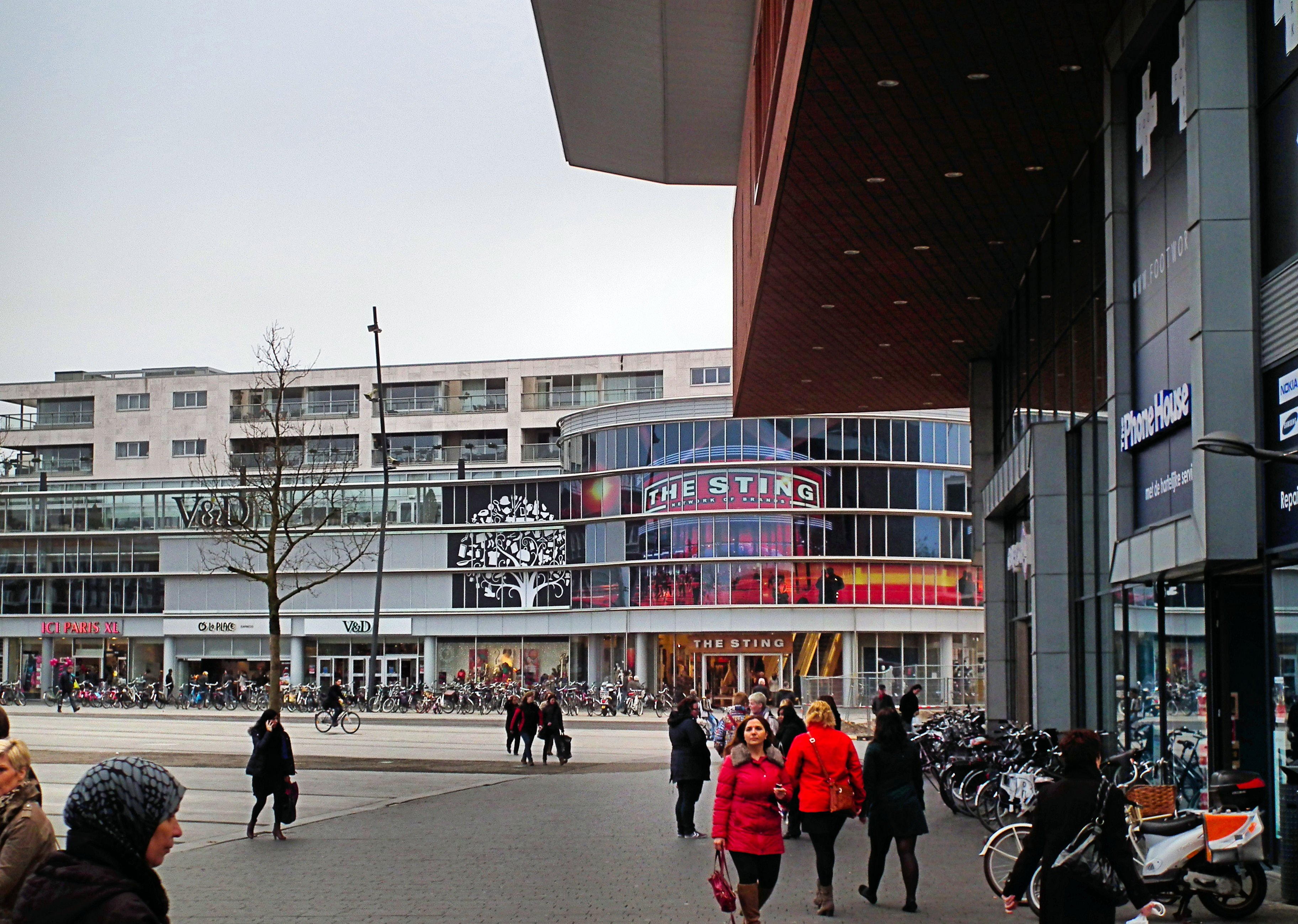
V&D vestiging aan het Hendrik Jan van Heekplein in Enschede, voor 2013
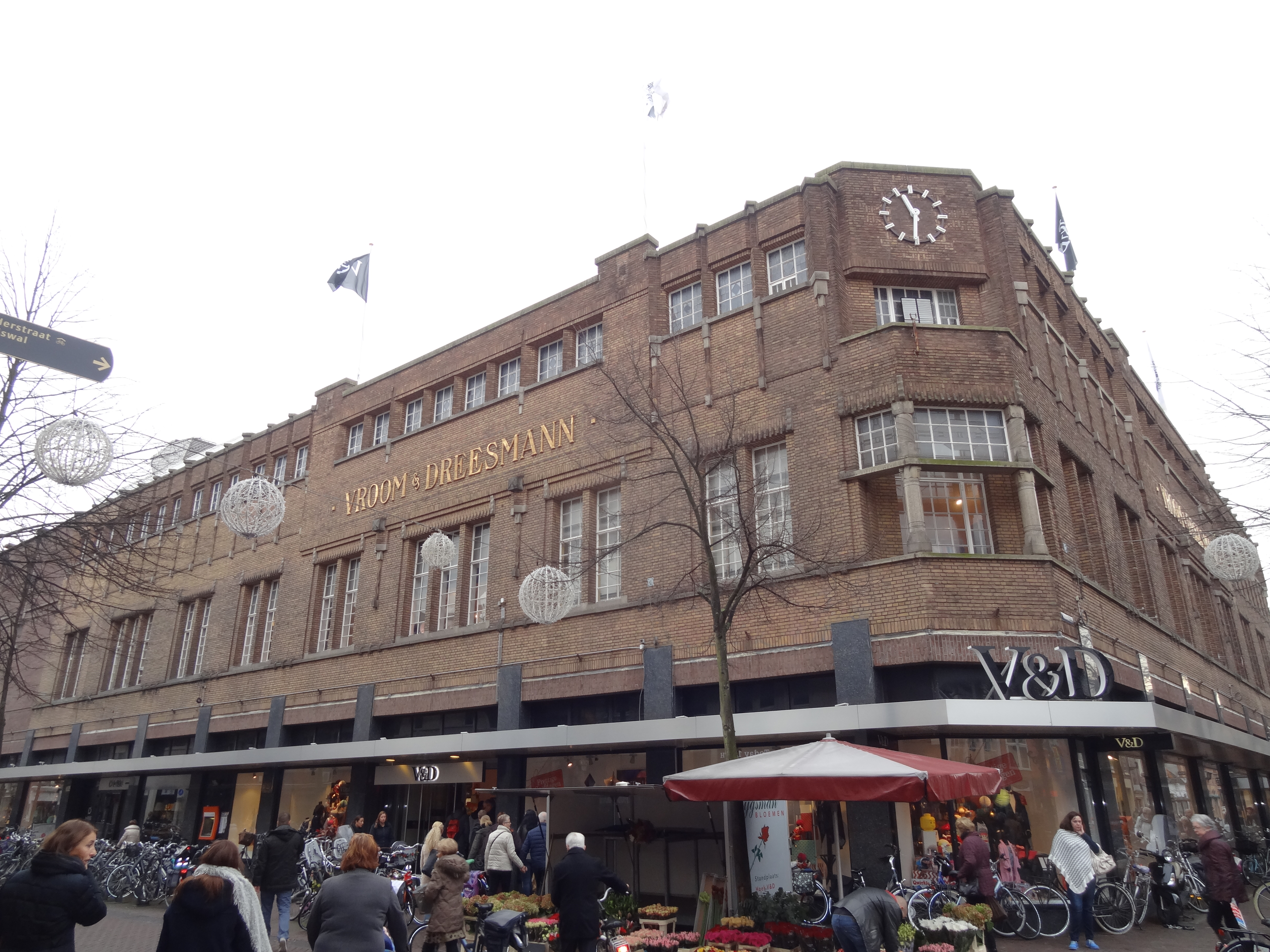
V&D in Alkmaar, 2014
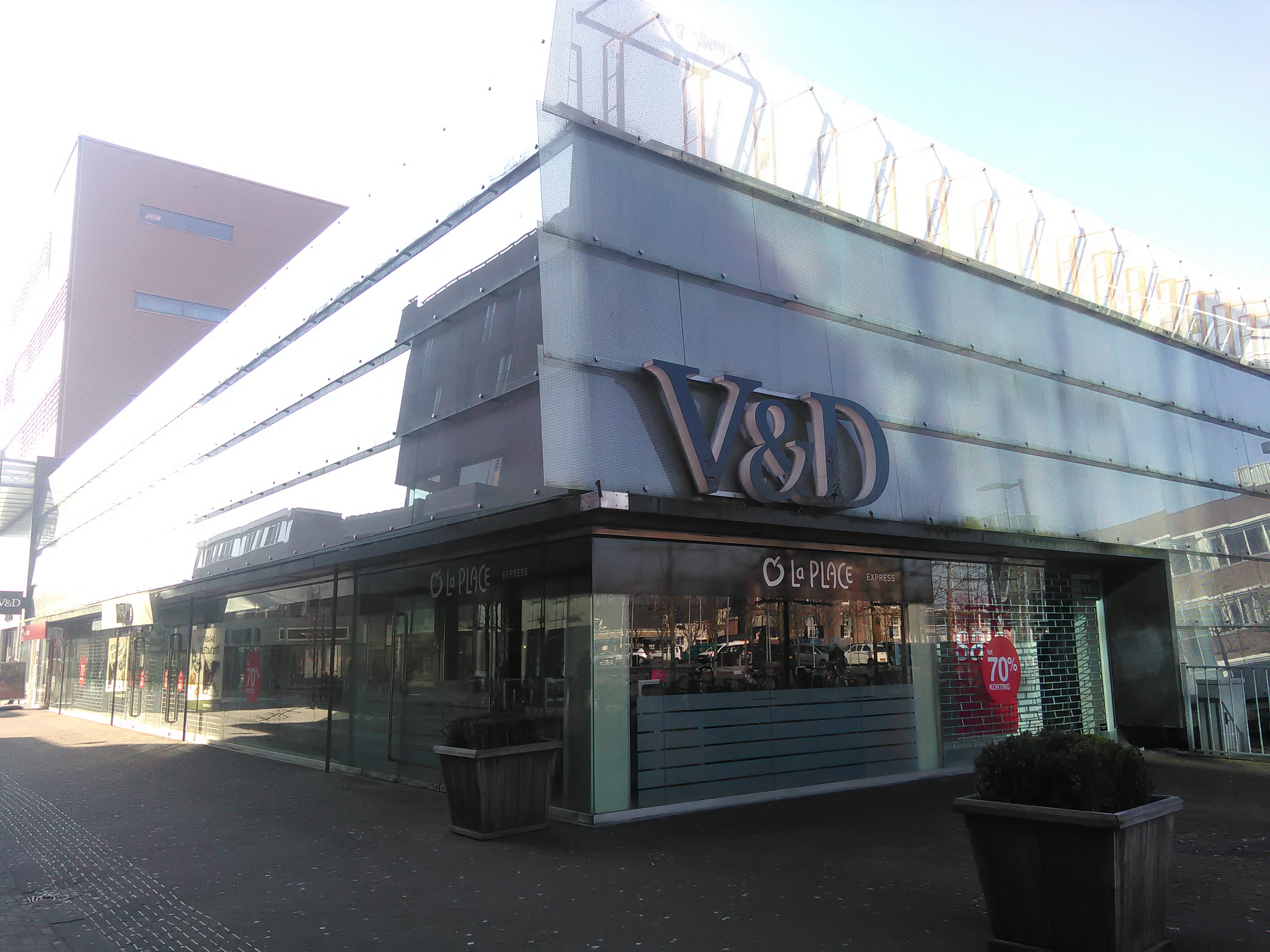
V&D in Hoofddorp; net na het faillissement op 17 februari 2016
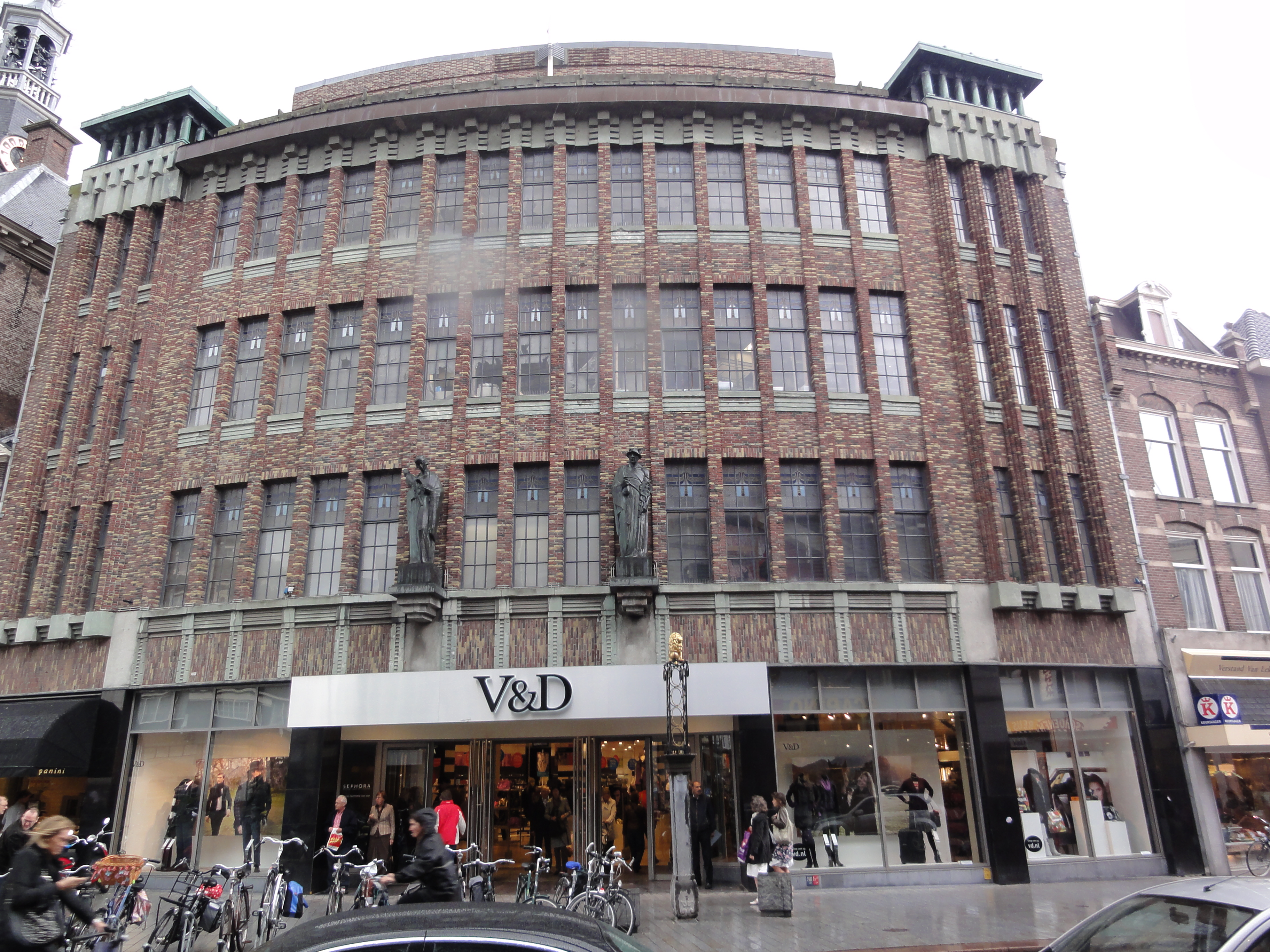
V&D aan de Schapenmarkt 4-6 in 's-Hertogenbosch
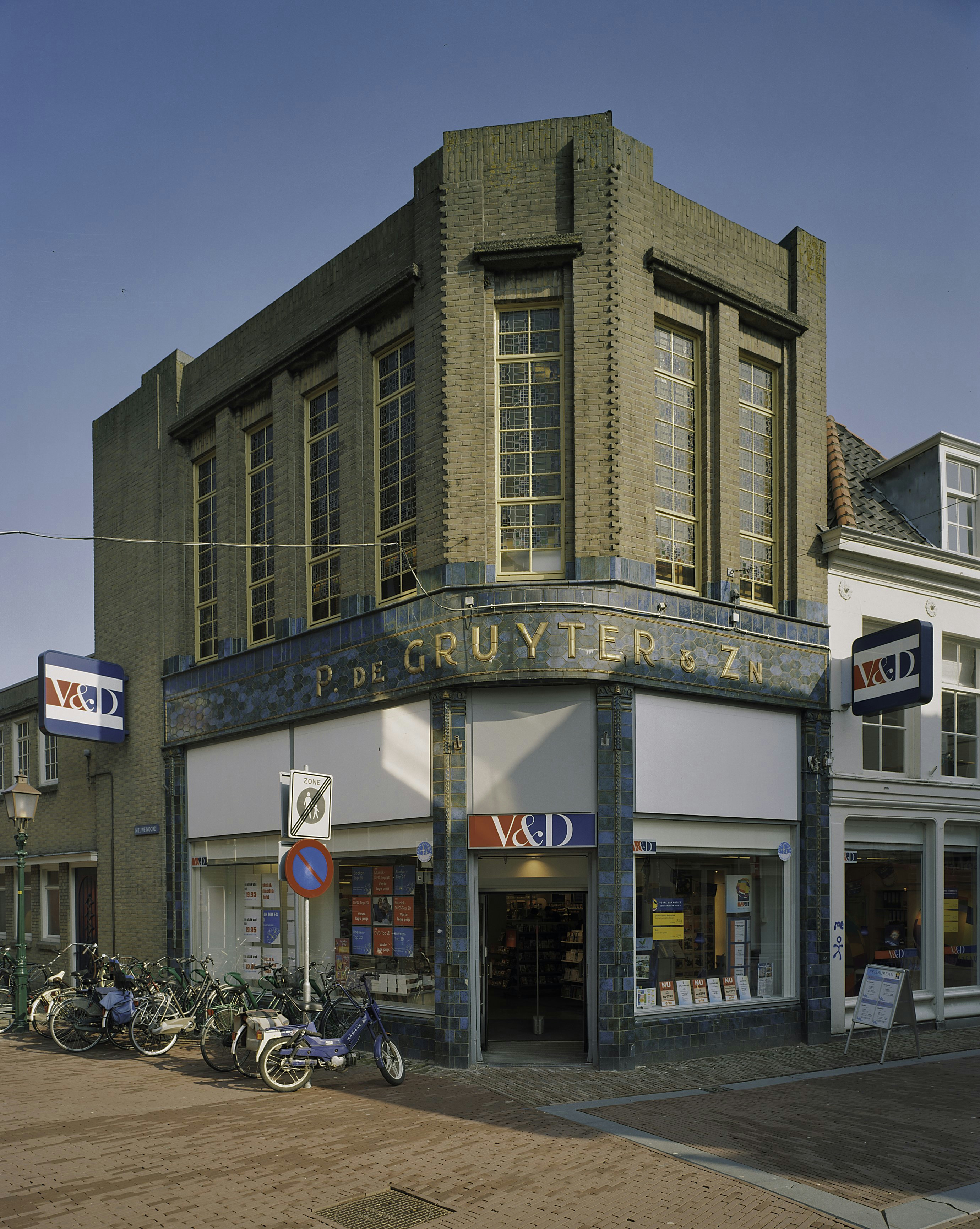
V&D aan de Nieuwsteeg in Hoorn, voorheen De Gruyter.
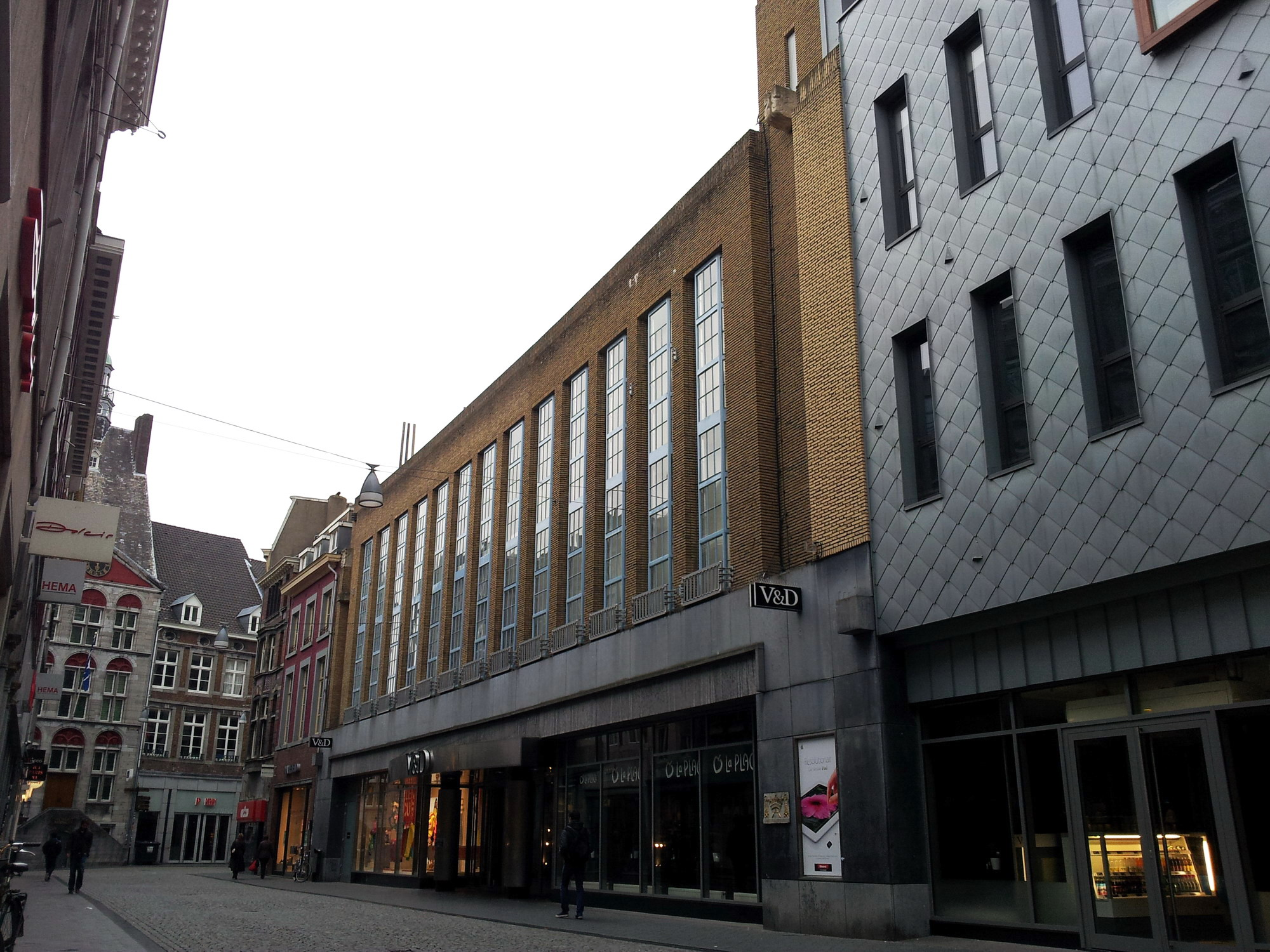
V&D aan de Grote Staat 5 in Maastricht
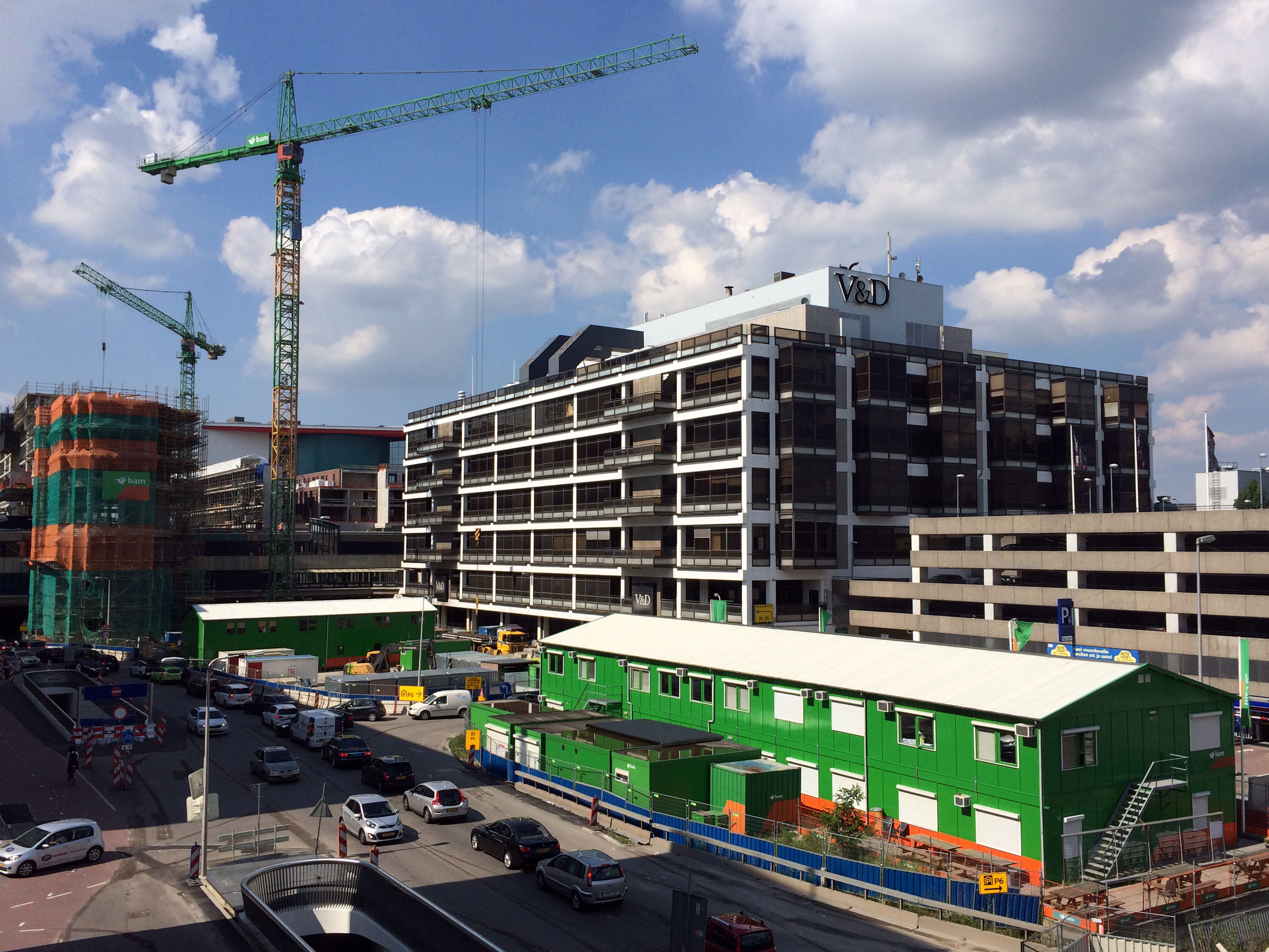
V&D aan de Catharijnesingel in Utrecht
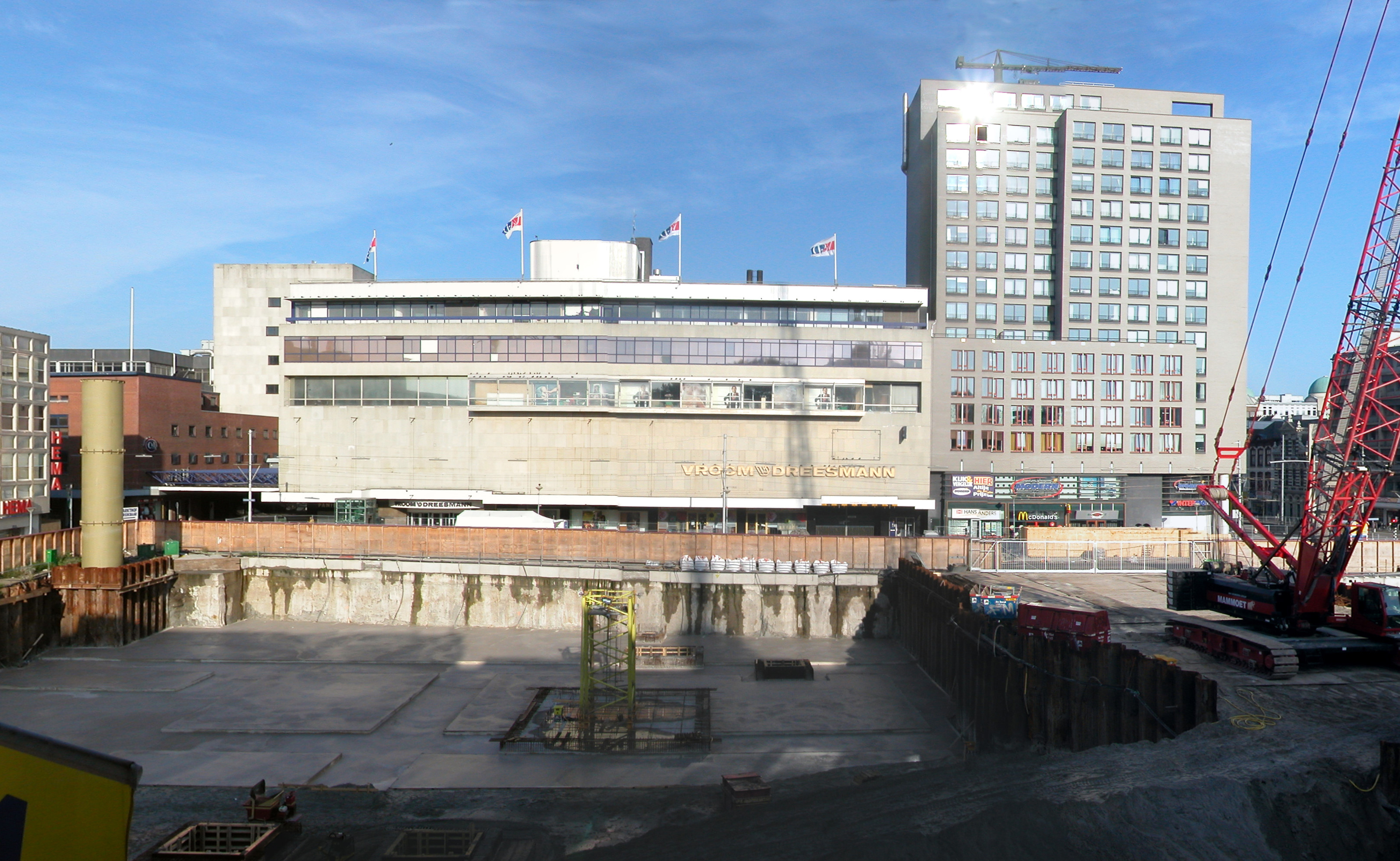
V&D aan de Grote Marktstraat in Den Haag